# 국도 제5호선
국도 제5호선은 대한민국 경상남도 남해군 창선면 수산리와 평안북도 자성군 중강면을 잇는 총 연장 1295km의 대한민국의 일반 국도이다. 한반도 국도 중 거리가 가장 긴 노선이다.

## 개요
안동시와 대구광역시 구간이 이른바 구안 국도라 불리며 왕복 4차선 도로로 새로 건설되어 경상북도의 주요 교통망으로 이용되고 있다. 또 영주시 - 안동시 구간 확장 공사가 완료되었다.
중부내륙고속도로 중 과거 구마고속도로 구간과 중앙고속도로와 나란히 놓여있는 것이 특징이다. 그 외에 충청북도 단양군과 제천시, 강원특별자치도 원주시와 횡성군·홍천군·춘천시 간의 이동 수요가 많은 노선이기도 하다. 원주에서 홍천으로 가는 대부분의 시외버스들은 5번 국도를 많이 이용한다. 대구에서 경상남도 창녕·창원 구간도 4차선으로 잘 단장되어 있다.
현재 이순신대교를 비롯한 거제시 ~ 창원시 구간 건설을 계획중이며, 예전 마산시 구간은 마산시청 앞이 시점이었으나 시점이 거제시로 바뀌고 창원시 통과구간이 이순신대교 ~ 현동교차로 ~ 쌀재터널 ~ 내서읍 중리로 변경되었다.
이후 2021년 6월 22일자로 기점이 다시 경상남도 통영시 도남동으로 연장되었다.

## 역사
- 1971년 8월 31일 : 일반국도노선지정령에 의해 국도 제5호선 마산 ~ 중강진선이 됨.[4]
- 1973년 4월 25일 : 선형 개량으로 인해 경상북도 달성군 논공면 남동리 ~ 상동리 4.863 km 구간을 4.9 km 로 도로구역 변경[5]
- 1975년 2월 13일 : 달성군 논공면 남동리 ~ 상동리 4.863 km 구간 폐지[6]
- 1975년 10월 1일 : 원성군 신림면 금대리 총 200m 구간 개통 및 기존 총 370m 구간 폐지, 제천군 봉양면 구학리 ~ 단양군 매포면 평동리 총 700m 구간 개통 및 기존 810m 구간 폐지[7]
- 1976년 1월 12일 : 원성군 소초면 장양리 총 673m 구간 개통 및 기존 총 777m 구간 폐지[8]
- 1980년 2월 22일 : 춘성군 신동면 학곡리 ~ 동산면 원창리 1.08 km 구간 개통 및 기존 1.75 km 구간 폐지[9]
- 1986년 9월 29일 : 충주댐 건설로 인해 단양군 단양읍 북하리 ~ 상진리 11.6 km 구간 도로 수몰로 폐지[10]
- 1987년 5월 26일 : 기존 지정 구간인 단양군 매포읍 매포리 ~ 우덕리 구간 폐지[11]
- 1989년 3월 11일 : 창녕군 대합면 십이리 일대 구 도로부지 폐지[12]
- 1992년 1월 17일 : 단양군 대강면 용부원리 160m 구간 개통[13]
- 1996년 6월 29일 : 단양군 매포읍 하괴리 ~ 제천시 중앙로1가 21.4 km 구간 개통, 기존 21.6 km 구간 폐지[14]
- 1997년 10월 15일 : 단양군 대강면 장림리 1.24 km 구간 개통, 기존 1 km 구간 폐지[15]
- 1998년 2월 7일 : 의성 ~ 안동간 도로(의성군 단촌면 세촌리 ~ 안동시 옥동) 17.5 km 구간 확장 개통, 기존 의성군 단촌면 세촌리 ~ 안동시 수상동 5.47 km 구간 폐지[16]
- 1998년 5월 8일 : 단양군 단양읍 상진리 500m 구간 개통[17]
- 1999년 6월 30일 : 성산 ~ 유가간 도로(달성군 유가면 한정리 ~ 도의리) 1.65 km 구간 확장 개통[18]
- 1999년 8월 28일 : 춘천시 서면 오월리 700m 구간 및 춘천시 사북면 오탄리 ~ 화천군 하남면 서오지리 590m 구간 개통, 기존 구 오탄교 230m 구간 폐지[19]
- 2000년 1월 10일 : 영주시 안정면 내줄리 ~ 풍기읍 백리 7.02 km 구간 확장 개통, 기존 6.05 km 구간 폐지[20]
- 2000년 5월 22일 : 경상북도 영주시 적서동 ~ 문정동 1.81 km 구간을 자동차 전용도로로 지정[21]
- 2000년 5월 31일 : 경상북도 영주시 문정동 ~ 가흥동 3.974 km 구간을 자동차 전용도로로 지정[22]
- 2000년 6월 5일 : 영주시 국도대체우회도로(영주시 문수면 적동리 ~ 가흥동) 5.774 km 구간 확장 개통[23]
- 2000년 6월 15일 : 풍산 ~ 안동간 도로(안동시 옥동 ~ 당북동 (구)농고네거리) 5.4 km 구간 확장 개통[24]
- 2000년 12월 31일 : 군위 ~ 의성간 도로(군위군 군위읍 서부리 ~ 의성군 단촌면 세촌리) 총 8.79 km 구간 확장 개통[25], 단양군 단양읍 증도리 ~ 매포읍 하괴리 5.8 km 구간 확장 개통 및 기존 구간 폐지[26], 제천시 봉양읍 연박리 ~ 주포리 3.98 km 구간 확장 개통 및 기존 4.54 km 구간 폐지[27]
- 2001년 1월 1일 : 횡성군 횡성읍 입석리 ~ 홍천군 홍천읍 삼마치리 19.4 km 구간 확장 개통, 기존 22.2 km 구간 폐지[28]
- 2001년 9월 20일 : 횡성군 횡성읍 곡교리 1.54 km 구간 개통, 기존 750m 구간 폐지[29]
- 2001년 12월 29일 : 단양군 매포읍 고양리 490m 구간 개통[30]
- 2002년 3월 15일 : 성산 ~ 구지간 도로 시공으로 대구광역시 달성군 유가면 한정리 900m 구간 개통[31]
- 2002년 4월 1일 : 성산 ~ 구지간 도로 시공으로 기존 대구광역시 달성군 유가면 한정리 1.2 km 구간 폐지[32]
- 2002년 5월 30일 : 제천시 신동 ~ 송학면 무도리 15.6 km 구간 확장 개통, 기존 구간 폐지[33]
- 2002년 8월 3일 : 원주시 관설동 ~ 봉산동 7.4 km 구간을 자동차 전용도로로 지정[34]
- 2002년 11월 1일 : 평은 ~ 영주간 도로(영주시 평은면 오운리 ~ 문정동) 14.0 km 구간 확장 개통[35]
- 2002년 11월 : 춘천시 사북면 원평리 ~ 신포리 2.04 km 구간 확장 개통, 기존 3.71 km 구간 폐지[36]
- 2003년 1월 1일 : 성산 ~ 유가간 도로(경상남도 창녕군 대합면 등지리 ~ 대구광역시 달성군 유가면 한정리) 5.4 km 구간 확장 개통 및 기존 6.8 km 구간 폐지[37]
- 2003년 1월 8일 : 화천군 화천읍 하리 ~ 상리 1.613 km 구간 및 화천터널 확장 개통, 기존 2.8 km 구간 폐지[38]
- 2003년 1월 10일 : 영산 ~ 창녕간 도로(창녕군 영산면 죽사리 ~ 창녕읍 퇴천리) 9 km 구간 확장 개통[39], 기존 5.5 km 구간 폐지[40]
- 2003년 1월 22일 : 홍천군 홍천읍 삼마치리 ~ 북방면 상화계리 12.564 km 구간 확장 개통, 기존 13.9 km 구간 폐지[41]
- 2003년 12월 30일 : 창녕군 창녕읍 초막리 ~ 대지면 효정리 5.56 km 구간 확장 개통[42]
- 2004년 12월 29일 : 창녕 ~ 성산간 도로(창녕군 창녕읍 교리 ~ 대합면 등지리) 5.56 km 구간 확장 개통[43] 및 기존 창녕군 대지면 모산리 600m 구간 폐지[44]
- 2004년 12월 29일 : 칠원 ~ 영산간 도로(함안군 칠원면 무기리 ~ 이룡리) 9.94 km 구간 확장 개통.[45] 및 기존 함안군 칠원면 구성리 ~ 칠서면 계내리 11.9 km 구간 폐지[46]
- 2005년 9월 9일 : 현동 ~ 중리간 도로(마산시 현동 ~ 내서읍 중리) 11.0 km 구간 조기 개통[47]
- 2005년 10월 31일 : 영주시 가흥동 ~ 안정면 신전리 5.44 km 구간을 자동차 전용도로로 지정[48]
- 2005년 12월 21일 : 영주시 국도대체우회도로 (신전 ~ 가흥간 도로, 영주시 가흥동 ~ 안정면 신전리) 5.44 km 구간 확장 개통, 기존 4.75 km 구간 폐지[49]
- 2005년 12월 24일 : 남지 ~ 영산간 도로(함안군 칠서면 이룡리 ~ 창녕군 영산면 죽사리) 6.58 km 구간 확장 개통[50], 기존 함안군 칠서면 용성리 ~ 창녕군 영산면 죽사리 7.51 km 구간 폐지[51]
- 2005년 12월 30일 : 마현 ~ 생창간 도로(철원군 근남면 풍암리 ~ 김화읍 읍내리) 5.565 km 구간 신설 개통[52]
- 2006년 2월 17일 : 춘천시 신북읍 천전리 ~ 발산리 2.5 km 구간을 자동차 전용도로로 지정[53][54]
- 2006년 9월 27일 : 제천시 봉양읍 장평리 550m 구간 개통[55]
- 2006년 11월 21일 : 단양IC ~ 단양간 도로(단양군 대강면 장림리 ~ 용부원리) 1.6 km 구간 확장 개통[56]
- 2006년 12월 19일 : 내서 ~ 중리간 도로(마산시 내서읍 중리 ~ 호계리) 2.928 km 구간 개통[57], 기존 마산시 자산동 ~ 내서읍 호계리 10.77 km 구간 폐지[58]
- 2007년 1월 18일 : 마산시 ~ 내서읍 호계리 구간을 해제하고 예곡동 현동 교차로 ~ 내서읍 경유 구간으로 노선 변경.[59]
- 2007년 2월 1일 : 신북 ~ 신죽간 도로(춘천시 신북읍 천전리 ~ 발산리) 구간 2.5 km 확장 개통[60]
- 2008년 11월 17일 : 기점이 경상남도 마산시 마산시청에서 거제시 연초면으로 변경됨. 이에 따라 노선명도 '마산 ~ 중강진선'에서 '거제 ~ 중강진선'으로 변경됨.[61]
- 2009년 12월 29일 : 안동 ~ 서후간 도로(안동시 송현동 ~ 서후면 이송천리) 6.05 km 구간 확장 개통[62] 및 기존 안동시 서후면 이송천리 400m 구간 폐지[63], 서후 ~ 평은간 도로(안동시 서후면 저전리 ~ 북후면 도촌리) 2.8 km 구간 일부 확장 개통[64] 및 기존 구간 폐지[65]
- 2010년 9월 20일 : 서후 ~ 평은간 도로(안동시 북후면 도촌리 ~ 영주시 평은면 지곡리) 5.2 km 구간 부분 확장 개통[66], 기존 구간 폐지[67]
- 2010년 12월 22일 : 서후 ~ 평은간 도로(영주시 평은면 지곡리 ~ 오운리) 1.875 km 구간 확장 개통[68]
- 2011년 5월 2일 : 원주시 국도대체우회도로의 관설 ~ 봉산 ~ 장양간 도로(원주시 행구동 ~ 소초면 장양리) 9.6 km 구간 신설 개통[69]
- 2012년 1월 25일 : 춘천시 신북읍 발산리 ~ 용산리 7.6 km 구간을 자동차 전용도로로 지정[70]
- 2013년 12월 23일 : 원주시 국도대체우회도로의 관설 ~ 봉산간 도로(원주시 관설동 관설 교차로 ~ 행구동 행구 교차로) 5.3 km 구간 확장 개통[71]
- 2014년 1월 16일 : 원주시 국도대체우회도로 개통으로 인해 기존 원주시 관통(원주시 관설동 ~ 소초면 장양리) 11.138 km 구간 폐지[72]
- 2014년 12월 2일 : 신북 ~ 용산간 도로(춘천시 동내면 학곡리 ~ 신북읍 용산리) 22.km 구간 확장 개통 및 기존 춘천시 관통 구간 폐지[73]
- 2015년 3월 5일 : 내서 ~ 칠원간 도로(창원시 마산회원구 내서읍 호계리 ~ 함안군 칠원읍 예곡리) 1.53 km 구간 확장 개통, 기존 1.2 km 구간 폐지[74]
- 2016년 1월 18일 : 화원 ~ 옥포간 도로(달성군 논공읍 상리 ~ 화원읍 성산리) 8.5 km 구간 확장 개통[75]
- 2016년 12월 28일 : 풍기 ~ 도계간 도로(영주시 풍기읍 백신리 ~ 수철리) 5.1 km 구간 확장 개통[76], 기존 2.0 km 구간 폐지[77]
- 2017년 4월 13일 : 선형개량으로 인해 단양군 대강면 용부원리 105m 구간 폐지[78]
- 2017년 11월 27일 : 내서 ~ 칠원간 도로(함안군 칠원읍 예곡리 ~ 구성리) 총 2.2 km 구간 확장 개통[79][80]
- 2017년 12월 1일 : 단양IC ~ 단양간 도로(단양군 대강면 장림리 ~ 단양읍 증도리) 6.56 km 구간 확장 개통[81]
- 2018년 11월 13일 : 단양군 매포읍 평동리 ~ 하시리 500m 구간 개량 개통, 기존 단양군 매포읍 하시리 180m 구간 폐지[82]
- 2018년 12월 14일 : 내서 ~ 칠원간 도로(함안군 칠원읍 예곡리 ~ 무기리) 2.1 km 구간 확장 개통[83][84], 기존 함안군 칠원읍 예곡리 380m 구간 폐지[85]
- 2019년 9월 1일 : 거제 ~ 마산간 도로(창원시 마산합포구 구산면 난포리 ~ 석곡리) 5.1 km 구간 신설 개통[86]
- 2020년 1월 2일 : 거제 ~ 마산간 도로 개통으로 인해 기존 창원시 마산합포구 구산면 심리 ~ 수정리 8.1 km 구간 폐지[87]
- 2020년 1월 17일 : 거제시 장목면 장목리 520m 구간 신설 개통[88], 기존 770m 구간 폐지[89]
- 2020년 8월 13일 : 거제 ~ 마산간 도로 2공구(창원시 마산합포구 구산면 심리 ~ 난포리) 3.8km 구간 신설 개통[90]
- 2020년 9월 29일 : 거제 ~ 마산간 도로 3공구(창원시 마산합포구 구산면 석곡리 ~ 마산합포구 현동) 1.9km 구간 신설 개통[91] 및 기존 창원시 마산합포구 구산면 수정리 ~ 마산합포구 덕동동 3.7km 구간 폐지[92]
- 2021년 2월 4일 : 거제 ~ 마산간 도로 3공구(창원시 마산합포구 현동) 2.1km 구간 신설 개통[93], 기존 창원시 마산합포구 덕동동 ~ 우산동 2.8km 구간 폐지[94]
- 2021년 6월 22일: 기점을 경상남도 거제시 연초면 죽토리에서 경상남도 통영시 도남동으로 연장. 이에 따라 '거제 ~ 중강진선'에서 '통영 ~ 중강진선'으로 변경.[95]
- 2021년 7월 15일 : 경상남도 거제시 하청면 실전리 200m 구간 개량 개통[96] 및 기존 구간 폐지[97]
- 2024년 11월 19일: 치악재터널 관통[98]
- 2025년 7월 11일: 기점을 경상남도 통영시 도남동에서 경상남도 남해군 창선면으로 연장. 이에 따라 '통영 ~ 중강진선'에서 '남해 ~ 중강진선'으로 변경.

## 주요 경유지

### 대한민국구간
경상남도
- 남해군 창선면 - 통영시 (사량면 · 산양읍 ·도남동 · 한산면) - 거제시 (동부면 · 거제면 · 상동동 · 고현동 · 양정동 · 수월동 · 연초면 · 하청면 · 장목면) - 창원시 (마산합포구 (구산면 · 덕동동 · 현동 · 우산동 · 예곡동) - 마산회원구 내서읍) - 함안군 (칠원읍 · 칠서면 · 칠북면 · 칠서면) - 창녕군 (길곡면 · 도천면 · 영산면 · 계성면 · 장마면 · 창녕읍 · 대지면 · 대합면 · 성산면)

대구광역시
- 달성군 (구지면 · 유가읍 · 구지면 · 현풍읍 · 유가읍 · 현풍읍 · 논공읍 · 옥포읍 · 화원읍) - 달서구 (대곡동 · 진천동 · 상인동 · 송현동) - 남구 대명동 - 달서구 (성당동 · 두류동) - 서구 (내당동 · 평리동 · 비산동) - 북구 (팔달동 · 매천동 · 태전동 · 읍내동)

경상북도
- 칠곡군 (동명면 · 가산면)

대구광역시
- 군위군 (효령면 · 군위읍)

경상북도
의성군 (봉양면 · 의성읍 · 단촌면) - 안동시 (일직면 · 남후면 · 수상동 · 옥동 · 태화동 · 옥동 · 송현동 · 이천동 · 서후면 · 북후면 · 서후면 · 북후면) - 영주시 (평은면 · 이산면 · 문수면 · 이산면 · 문수면 · 조암동 · 문정동 · 가흥동 · 장수면 · 상줄동 · 안정면 · 봉현면 · 풍기읍)
충청북도
- 단양군 (대강면 · 단성면 · 단양읍 · 매포읍) - 제천시 (대량동 · 고명동 · 강제동 · 명지동 · 강제동 · 천남동 · 신동 · 봉양읍)

강원특별자치도
- 원주시 (신림면 · 판부면 · 관설동 · 단구동 · 개운동 · 인동 · 평원동 · 학성동 · 태장동 · 소초면) - 횡성군 (횡성읍 · 공근면) - 홍천군 (홍천읍 · 북방면) - 춘천시 (동산면 · 동내면 · 동면 · 신북읍 · 서면 · 사북면) - 화천군 (하남면 · 화천읍 · 상서면) - 철원군 (근남면 · 김화읍 · 근북면)

### DMZ이후(현조선민주주의인민공화국) 구간
강원도
- 평강군 평강읍

함경남도
- 안변군 신고산면 - 원산시 - 문천군 문천면 - 고원군 고원읍 - 영흥군 영흥읍 - 함흥시 - 장진군 (장진면 · 동문면)

평안북도
- 후창군 후창면(후창강구) - 자성군 중강면

## 노선
- (■): 자동차 전용도로 구간

### 경상남도
| 이름                                            | 접속 노선                                                                        | 소재지                              | 소재지                         | 비고                              |
| ----------------------------------------------- | -------------------------------------------------------------------------------- | ----------------------------------- | ------------------------------ | --------------------------------- |
| 당저교                                          | 국도 제3호선 (동부대로)                                                          | 남해군                              | 창선면                         |                                   |
| (이름 없음)                                     | 흥선로                                                                           | 남해군                              | 창선면                         |                                   |
| 부윤리                                          |                                                                                  | 남해군                              | 창선면                         |                                   |
| (이름 없음)                                     | 흥선로                                                                           | 남해군                              | 창선면                         |                                   |
| 신남해(창선)대교                                |                                                                                  | 남해군                              | 창선면                         | 미개통                            |
| 신남해(창선)대교                                |                                                                                  | 통영시                              | 사량면                         | 미개통                            |
| 수우도                                          |                                                                                  | 통영시                              | 사량면                         | 미개통                            |
| 사량대교                                        |                                                                                  | 통영시                              | 사량면                         | 미개통                            |
| 사량도                                          |                                                                                  | 통영시                              | 사량면                         | 미개통                            |
| 신통영대교                                      |                                                                                  | 통영시                              | 사량면                         | 미개통                            |
|                                                 | 산양읍                                                                           | 통영시                              |                                | 미개통                            |
| 향촌삼거리                                      | 모상길                                                                           | 통영시                              |                                |                                   |
| 풍화교                                          |                                                                                  | 통영시                              |                                |                                   |
| 철둑입구                                        |                                                                                  | 통영시                              |                                |                                   |
| (이름 없음)                                     | 미수해안로                                                                       | 통영시                              | 미수동                         |                                   |
| 봉평오거리                                      | 봉평로                                                                           | 통영시                              | 봉평동                         |                                   |
| 발개삼거리                                      | 국가지원지방도 제67호선 (발개로) 지방도 제1021호선 (도남로)                      | 통영시                              | 도남동                         | 지방도 제1021호선과 중복          |
| 통영-한산도 연륙교                              |                                                                                  | 통영시                              | 도남동                         | 미개통                            |
| 통영-한산도 연륙교                              | 한산면                                                                           | 통영시                              |                                |                                   |
| (여차마을)                                      |                                                                                  | 통영시                              |                                |                                   |
|                                                 | 한산일주로                                                                       | 통영시                              |                                |                                   |
| (소고포마을)                                    |                                                                                  | 통영시                              |                                |                                   |
|                                                 | 두억로                                                                           | 통영시                              |                                |                                   |
| (창동마을)                                      |                                                                                  | 통영시                              |                                |                                   |
| 추봉교                                          | 한산일주로                                                                       | 통영시                              |                                |                                   |
| 추봉교                                          | 봉암1길                                                                          | 통영시                              |                                |                                   |
| (추원마을) (예곡마을)                           |                                                                                  | 통영시                              |                                |                                   |
| 추봉도-거제 연륙교                              |                                                                                  | 통영시                              | 미개통                         |                                   |
| 추봉도-거제 연륙교                              |                                                                                  | 거제시                              | 동부면                         |                                   |
| (가배항)                                        | 지방도 제1018호선 (거제남서로)                                                   | 거제시                              | 동부면                         |                                   |
| (영월마을)                                      | 지방도 제1018호선 (거제남서로)                                                   | 거제시                              | 동부면                         | 지방도 제1018호선과 중복          |
| (영북마을) (동호마을) (오송마을)                |                                                                                  | 거제시                              | 동부면                         | 지방도 제1018호선과 중복          |
| 오망천삼거리                                    | 율포로                                                                           | 거제시                              | 동부면                         | 지방도 제1018호선과 중복          |
| (미상)                                          | 거제남서로                                                                       | 거제시                              | 동부면                         | 지방도 제1018호선과 중복          |
| (미상)                                          | 거제남서로                                                                       | 거제시                              | 동부면                         |                                   |
| (미상)                                          | 지방도 제1018호선 (거제남서로)                                                   | 거제시                              | 동부면                         |                                   |
| (거제시 동서간도로)                             |                                                                                  | 거제시                              | 거제면                         |                                   |
| (거제시 동서간도로)                             | 상동동                                                                           | 거제시                              |                                |                                   |
| (미상)                                          | 지방도 제1018호선 (거제중앙로) 독봉산로                                          | 거제시                              | 지방도 제1018호선과 중복       |                                   |
| 거제농수산물 종합유통센터                       | 계룡로                                                                           | 거제시                              | 지방도 제1018호선과 중복       |                                   |
| 고현사거리                                      | 고현로                                                                           | 거제시                              | 지방도 제1018호선과 중복       | 고현동                            |
| (미상)                                          | 서문로                                                                           | 거제시                              | 지방도 제1018호선과 중복       | 고현동                            |
| 6번교차로                                       | 국가지원지방도 제58호선 (거제대로)                                               | 거제시                              | 국가지원지방도 제58호선과 중복 | 고현동                            |
| 7번교차로                                       | 고현천로                                                                         | 거제시                              | 국가지원지방도 제58호선과 중복 | 고현동                            |
| 8번교차로                                       | 중곡로                                                                           | 거제시                              | 국가지원지방도 제58호선과 중복 | 고현동                            |
| 양정육교                                        | 수양로 제산로                                                                    | 거제시                              | 국가지원지방도 제58호선과 중복 | 양정동                            |
| 9번교차로                                       | 해명로                                                                           | 거제시                              | 국가지원지방도 제58호선과 중복 | 수월동                            |
| 연사삼거리                                      | 연하해안로                                                                       | 거제시                              | 국가지원지방도 제58호선과 중복 | 연초면                            |
| 연초삼거리                                      | 국가지원지방도 제58호선 지방도 제1018호선 (거제대로)                             | 거제시                              | 국가지원지방도 제58호선과 중복 | 연초면                            |
| 죽토1교                                         |                                                                                  | 거제시                              | 지방도 제1018호선과 중복       | 연초면                            |
| 연초삼거리(연초농협)                            | 죽토로                                                                           | 거제시                              | 지방도 제1018호선과 중복       | 연초면                            |
| 죽전교                                          |                                                                                  | 거제시                              | 지방도 제1018호선과 중복       | 연초면                            |
| (중리마을)                                      | 대금산로                                                                         | 거제시                              | 지방도 제1018호선과 중복       | 연초면                            |
| 장터고개 (덕치고개)                             |                                                                                  | 거제시                              | 지방도 제1018호선과 중복       | 연초면                            |
|                                                 | 하청면                                                                           | 거제시                              | 지방도 제1018호선과 중복       |                                   |
| 하청삼거리                                      | 연하해안로                                                                       | 거제시                              | 지방도 제1018호선과 중복       |                                   |
| (성동마을입구)                                  | 하청로                                                                           | 거제시                              | 지방도 제1018호선과 중복       |                                   |
| 맹종죽테마공원                                  |                                                                                  | 거제시                              | 지방도 제1018호선과 중복       |                                   |
| 실전삼거리                                      | 칠천로                                                                           | 거제시                              | 지방도 제1018호선과 중복       |                                   |
| 실전카페리부두                                  |                                                                                  | 거제시                              | 지방도 제1018호선과 중복       |                                   |
| 장동삼거리                                      | 옥포대첩로                                                                       | 거제시                              | 지방도 제1018호선과 중복       | 장목면                            |
| 장목농협앞삼거리                                | 거제북로                                                                         | 거제시                              | 지방도 제1018호선과 중복       | 장목면                            |
| 해양플랜트산업지원센터 큰다리 드비치GC 답답고개 |                                                                                  | 거제시                              | 지방도 제1018호선과 중복       | 장목면                            |
| 이순신대교 (거마대교)                           |                                                                                  | 거제시                              | 미개통                         | 장목면                            |
| 이순신대교 (거마대교)                           |                                                                                  | 창원시                              | 미개통                         | 마산합포구 구산면                 |
| 심리 교차로                                     | 지방도 제1002호선 (이순신로)                                                     | 창원시                              |                                | 마산합포구 구산면                 |
| 심리터널                                        |                                                                                  | 창원시                              | 연장 690m                      | 마산합포구 구산면                 |
| 용호 교차로 (용호IC교)                          | 용호로                                                                           | 창원시                              |                                | 마산합포구 구산면                 |
| 용호터널                                        |                                                                                  | 창원시                              | 연장 146m                      | 마산합포구 구산면                 |
| 남포천교                                        |                                                                                  | 창원시                              |                                | 마산합포구 구산면                 |
| 난포 교차로                                     | 지방도 제1002호선 (이순신로) 로봇랜드로                                          | 창원시                              |                                | 마산합포구 구산면                 |
| 내포 교차로                                     | 지방도 제1002호선 (구산로)                                                       | 창원시                              |                                | 마산합포구 구산면                 |
| 내포교                                          |                                                                                  | 창원시                              |                                | 마산합포구 구산면                 |
| 내포1터널                                       |                                                                                  | 창원시                              | 상행 연장 612m 하행 연장 597m  | 마산합포구 구산면                 |
| 내포2터널                                       |                                                                                  | 창원시                              | 상행 연장 609m 하행 연장 634m  | 마산합포구 구산면                 |
| 내포1교                                         |                                                                                  | 창원시                              |                                | 마산합포구 구산면                 |
| 석곡터널                                        |                                                                                  | 창원시                              | 상행 연장 379m 하행 연장 359m  | 마산합포구 구산면                 |
| 석곡 교차로 (석곡IC교)                          | 지방도 제1002호선 (석곡로)                                                       | 창원시                              |                                | 마산합포구 구산면                 |
| 석곡2교                                         |                                                                                  | 창원시                              |                                | 마산합포구 구산면                 |
| 유산터널                                        |                                                                                  | 창원시                              | 상행 연장 429m 하행 연장 419m  | 마산합포구 구산면                 |
| 유산교                                          |                                                                                  | 창원시                              |                                | 마산합포구 구산면                 |
| 유산 교차로                                     | 유산군령로                                                                       | 창원시                              | 마산합포구 현동                |                                   |
| 현동1터널                                       |                                                                                  | 창원시                              | 마산합포구 현동                | 연장 283m                         |
| 현동교                                          |                                                                                  | 창원시                              | 마산합포구 현동                |                                   |
| 현동2터널                                       |                                                                                  | 창원시                              | 마산합포구 현동                | 연장 269m                         |
| 현동 분기점 (현동JCT교)                         | 국도 제2호선 국도 제14호선 국도 제77호선 국도 제79호선 (남해안대로)              | 창원시                              | 마산합포구 현동                | 국도 제2, 14, 77, 79호선과 중복   |
| 우산 교차로 (우산교)                            | 밤밭고개로                                                                       | 창원시                              | 마산합포구 현동                | 국도 제2, 14, 77, 79호선과 중복   |
| 현동 교차로                                     | 국도 제2호선 국도 제77호선 (남해안대로) 국도 제14호선 국도 제79호선 (밤밭고개로) | 창원시                              | 마산합포구 현동                | 국도 제2, 14, 77, 79호선과 중복   |
| 예곡교                                          |                                                                                  | 창원시                              | 마산합포구 현동                |                                   |
| 쌀재터널                                        |                                                                                  | 창원시                              | 마산합포구 현동                | 상행 연장 1,465m 하행 연장 1,470m |
| 쌀재터널                                        | 마산회원구 내서읍                                                                | 창원시                              |                                | 상행 연장 1,465m 하행 연장 1,470m |
| 감천1교 감천2교 감천3교                         |                                                                                  | 창원시                              |                                |                                   |
| 감천 교차로 (감천4교)                           | 감천로                                                                           | 창원시                              |                                |                                   |
| 삼계교                                          |                                                                                  | 창원시                              |                                |                                   |
| 삼계삼거리                                      | 광려로                                                                           | 창원시                              | 국가지원지방도 제67호선과 중복 |                                   |
| 삼계사거리                                      | 삼계로 중리공단로                                                                | 창원시                              | 국가지원지방도 제67호선과 중복 |                                   |
| 롯데마트 삼계점                                 |                                                                                  | 창원시                              | 국가지원지방도 제67호선과 중복 |                                   |
| 상곡사거리                                      | 국가지원지방도 제67호선 (광려천서로) 중리공단로1길                               | 창원시                              | 국가지원지방도 제67호선과 중복 |                                   |
| 내서교                                          |                                                                                  | 창원시                              | 고가도로                       |                                   |
| 중리 교차로                                     | 광려천서로                                                                       | 창원시                              | 상행 진출 불가 하행 진입 불가  |                                   |
| 호계사거리                                      | 호계본동로                                                                       | 창원시                              |                                |                                   |
| 호계1교                                         |                                                                                  | 창원시                              |                                |                                   |
|                                                 | 함안군                                                                           | 칠원읍                              |                                |                                   |
| 예곡삼거리                                      | 함안군                                                                           | 칠원읍                              | 호원로                         |                                   |
| 야촌사거리                                      | 함안군                                                                           | 칠원읍                              | 오곡로                         |                                   |
| 석전사거리                                      | 함안군                                                                           | 칠원읍                              | 석전1길 석전2길                |                                   |
| 갈티곡고개 구성교                               | 함안군                                                                           | 칠원읍                              |                                |                                   |
| 구성사거리 (무기교)                             | 함안군                                                                           | 칠원읍                              | 삼칠로 무기새길                |                                   |
| 운서 교차로                                     | 함안군                                                                           | 칠원읍                              | 운무로                         | 상행 진입 불가 하행 진출 불가     |
| 운서교                                          | 함안군                                                                           | 칠원읍                              |                                |                                   |
| 무릉1터널                                       | 함안군                                                                           | 칠원읍                              |                                | 상행 연장 470m 하행 연장 480m     |
| 무릉1터널                                       | 함안군                                                                           | 칠서면                              |                                | 상행 연장 470m 하행 연장 480m     |
| 무릉2터널                                       | 함안군                                                                           |                                     | 상행 연장 602m 하행 연장 580m  |                                   |
| 무릉3터널                                       | 함안군                                                                           |                                     | 상행 연장 600m 하행 연장 550m  |                                   |
| 무릉3터널                                       | 함안군                                                                           | 칠북면                              | 상행 연장 600m 하행 연장 550m  |                                   |
| 가연천교 가연교 검단1교                         | 함안군                                                                           |                                     |                                |                                   |
| 칠북 교차로                                     | 함안군                                                                           | 유성로                              |                                |                                   |
| 검단2교                                         | 함안군                                                                           |                                     |                                |                                   |
| 덕남 교차로                                     | 함안군                                                                           | 계룡로                              |                                |                                   |
| 덕남1교 덕남교                                  | 함안군                                                                           |                                     |                                |                                   |
| 광려천교                                        | 함안군                                                                           |                                     |                                |                                   |
|                                                 | 함안군                                                                           | 칠서면                              |                                |                                   |
| 이룡 교차로                                     | 함안군                                                                           | 지방도 제1040호선 (삼칠로)          |                                |                                   |
| 낙동대교                                        | 함안군                                                                           |                                     |                                |                                   |
|                                                 | 창녕군                                                                           | 도천면                              |                                |                                   |
| 우강 교차로 (우강IC교)                          | 창녕군                                                                           | 도천면                              | 지방도 제1022호선 (낙동로)     |                                   |
| 우강교 덕곡천교 논리교                          | 창녕군                                                                           | 도천면                              |                                |                                   |
| 논리 교차로                                     | 창녕군                                                                           | 도천면                              | 치이골길                       |                                   |
| 도천교                                          | 창녕군                                                                           | 도천면                              | 도천중앙로                     | 상행 진입 불가 하행 진출 불가     |
| 영산천교                                        | 창녕군                                                                           | 도천면                              |                                |                                   |
|                                                 | 창녕군                                                                           | 영산면                              |                                |                                   |
| 죽사 교차로 (죽사교)                            | 창녕군                                                                           | 영산도천로                          | 영산 나들목과 연결             |                                   |
| 죽사1교                                         | 창녕군                                                                           |                                     |                                |                                   |
| 죽사2교 영산교                                  | 창녕군                                                                           |                                     | 계성면                         |                                   |
| 봉산 교차로 (봉산IC교)                          | 창녕군                                                                           | 국도 제79호선 (영산장마로)          | 계성면                         |                                   |
| 명리천1교                                       | 창녕군                                                                           |                                     | 계성면                         |                                   |
| 명리 교차로 (명리IC교)                          | 창녕군                                                                           | 명리공단길 영산계성로               | 계성면                         |                                   |
| 명리2교                                         | 창녕군                                                                           |                                     | 계성면                         |                                   |
| 계성 교차로                                     | 창녕군                                                                           | 지방도 제1080호선 (계성화왕산로)    | 계성면                         | 상행 진출만 가능                  |
| 계성천교                                        | 창녕군                                                                           |                                     | 계성면                         |                                   |
| 신당 교차로 (신당IC교)                          | 창녕군                                                                           | 영산계성로                          | 계성면                         |                                   |
| 남통고개                                        | 창녕군                                                                           |                                     | 계성면                         |                                   |
|                                                 | 창녕군                                                                           | 장마면                              |                                |                                   |
| 여초 교차로 (여초IC교)                          | 창녕군                                                                           | 여초1길 여초3길                     | 창녕읍                         |                                   |
| 초막골 교차로                                   | 창녕군                                                                           | 여초길 화전길 초막2길               | 창녕읍                         |                                   |
| 공설운동장삼거리                                | 창녕군                                                                           | 창녕대로                            | 창녕읍                         |                                   |
| 퇴천1교 옷들교                                  | 창녕군                                                                           |                                     | 창녕읍                         |                                   |
| 개산교                                          | 창녕군                                                                           | 탐하로                              | 창녕읍                         |                                   |
| 송곳교                                          | 창녕군                                                                           |                                     | 창녕읍                         |                                   |
| 대지 교차로 (대지교)                            | 창녕군                                                                           | 지방도 제1080호선 (우포2로)         | 대지면                         |                                   |
| 왕산교                                          | 창녕군                                                                           |                                     | 대지면                         |                                   |
| 왕산사거리                                      | 창녕군                                                                           | 억만미산로                          | 대지면                         |                                   |
| 어은삼거리                                      | 창녕군                                                                           | 원촌어은길                          | 대지면                         |                                   |
| 모전삼거리                                      | 창녕군                                                                           |                                     | 대합면                         |                                   |
| 모전사거리                                      | 창녕군                                                                           | 모전로 석실길                       | 대합면                         |                                   |
| 수장사거리                                      | 창녕군                                                                           | 수장퇴산로 수장길                   | 대합면                         |                                   |
| 장기교                                          | 창녕군                                                                           |                                     | 대합면                         |                                   |
| 장기사거리                                      | 창녕군                                                                           | 매탄길                              | 대합면                         |                                   |
| 농공단지삼거리                                  | 창녕군                                                                           | 대합공단길                          | 대합면                         |                                   |
| 무솔사거리                                      | 창녕군                                                                           | 평지퇴산로                          | 대합면                         |                                   |
| 등지 교차로                                     | 창녕군                                                                           | 지방도 제1034호선 (팔문동길) 창한로 | 대합면                         |                                   |
| 대합육교 창곡교                                 | 창녕군                                                                           |                                     | 대합면                         |                                   |
| 구리교                                          | 창녕군                                                                           | 구례동길                            | 대합면                         | 상행 진출 불가 하행 진입 불가     |
| 대견교                                          | 창녕군                                                                           |                                     | 대합면                         |                                   |
| 대견 교차로 (대견IC육교)                        | 창녕군                                                                           | 대견월포로                          | 성산면                         |                                   |

- 공사 구간 (2020년 완공 예정) : 신촌 교차로 ~ 송진 교차로 ~ 대봉산터널 (1585m) ~ 이순신대교(거마대교)
  - 현재 해당 구간은 미개통이므로 다음의 노선으로 지정되어 있다.
    - 구산면 원전항 - 심리 - 상용호삼거리 - 준고개 - 난포삼거리 - 난포리 - 반동리 - 구남중학교 - 반동삼거리 - 반동초등학교 - 신촌삼거리 - 신촌교 - 옥계리 - 옥계삼거리 - 백령치 - 안녕삼거리 - 수정삼거리(지방도 제1002호선 분기) - 수정리 - 구남중학교 구산분교장 - 구산면 행정복지센터 - 구산초등학교 - 유산리 - 유산삼거리 - 유산교
    - 덕동동 덕동삼거리 - 덕동공영차고지
    - 현동 묘촌입구 - 현동초등학교 - 옥동교차로(국도 제2, 14, 77, 79호선 분기)
- 기존 구간 (2005년 이전 노선)
  - 함안군 구성사거리 - 칠원삼거리 - 용산사거리 - 칠원입구삼거리 - 산성삼거리 - 무릉사거리 (칠서 나들목) - 천릉교 - 칠서공단 - 공단사거리 - 계내삼거리 - 이룡삼거리 - 남지대교
  - 창녕군 남지대교 - 남지입구오거리 - 남지 나들목 - 송진삼거리 - 송진2구삼거리 - 도천면 - (현)죽사교차로 - 영산IC사거리 - 영산사거리 - 명리 - 계성리 - (현)신당교차로 - (현 구간과 중복) - (현)공설운동장삼거리 - 퇴천삼거리 - (현)낙영회전교차로 - 창녕터미널 - 오리정사거리 - 갈전삼거리 - (현 구간과 중복) - (현)등지교차로 - 면사무소앞(대합면사무소) - 성산중학교 - 성산우체국
  - 달성군 한정교 - 한정3리

- 기존 구간 (2007년 이전 노선) : 마산기점 - 서성광장사거리 - 마산부림시장 - NH농협마산지점 - 북마산가구거리 - 석전사거리 - 서마산IC사거리(서마산 나들목) - 회성동행정복지센터 - 내서초등학교 - 마재고개삼거리 - 두척육교 - 중리삼거리 - 호계농협
- 기존 구간 (2015년 이전 노선) : 호계사거리 - 호계교 - 호계농협 - 예곡리

### 대구광역시(경상북도칠곡군이남 지역)
| 이름                                                                            | 접속 노선                                        | 소재지     | 소재지                                  | 비고                                                |
| ------------------------------------------------------------------------------- | ------------------------------------------------ | ---------- | --------------------------------------- | --------------------------------------------------- |
| 한정1교                                                                         | 과학남로                                         | 달성군     | 구지면                                  |                                                     |
| 평촌 교차로                                                                     | 구지동로                                         | 달성군     | 구지면                                  |                                                     |
| 평촌교                                                                          |                                                  | 달성군     | 구지면                                  |                                                     |
| 한정리                                                                          | 국가지원지방도 제67호선 (달창로)                 | 달성군     | 유가읍                                  | 국가지원지방도 제67호선과 중복                      |
| 유곡리                                                                          | 비슬로64길                                       | 달성군     | 유가읍                                  | 국가지원지방도 제67호선과 중복                      |
| 구지육교                                                                        | 국가산단북로 테크노순환로                        | 달성군     | 구지면                                  | 국가지원지방도 제67호선과 중복                      |
| 구지육교                                                                        | 국가산단북로 테크노순환로                        | 달성군     | 현풍읍                                  | 국가지원지방도 제67호선과 중복                      |
| 대구달성소방서                                                                  | 테크노남로 비슬로96길                            | 달성군     |                                         | 국가지원지방도 제67호선과 중복                      |
| 포산고사거리                                                                    | 테크노대로 현풍중앙로                            | 달성군     |                                         | 국가지원지방도 제67호선과 중복                      |
| (달성우체국앞)                                                                  | 현풍서로 비슬로130길                             | 달성군     |                                         | 국가지원지방도 제67호선과 중복                      |
| 현풍3교 현풍고등학교 현풍중학교                                                 |                                                  | 달성군     |                                         | 국가지원지방도 제67호선과 중복                      |
| 북현풍 나들목                                                                   | 451호선 중부내륙고속도로지선 현풍동로 현풍중앙로 | 달성군     |                                         | 국가지원지방도 제67호선과 중복                      |
| (박석진교 동단)                                                                 | 논공로                                           | 달성군     |                                         | 국가지원지방도 제67호선과 중복                      |
| (공단하수처리장앞)                                                              | 논공중앙로                                       | 달성군     | 논공읍                                  | 국가지원지방도 제67호선과 중복                      |
| 논공삼거리                                                                      | 논공로                                           | 달성군     | 논공읍                                  | 국가지원지방도 제67호선과 중복                      |
| 약산온천입구 교차로                                                             | 약산덧재길                                       | 달성군     | 논공읍                                  | 국가지원지방도 제67호선과 중복                      |
| 위천 교차로                                                                     | 국도 제26호선 국가지원지방도 제67호선 (동고령로) | 달성군     | 논공읍                                  | 국가지원지방도 제67호선과 중복 국도 제26호선과 중복 |
| 위천삼거리                                                                      | 성산로                                           | 달성군     | 논공읍                                  | 국도 제26호선과 중복                                |
| 논공휴게소                                                                      |                                                  | 달성군     | 논공읍                                  | 국도 제26호선과 중복                                |
| 승호 교차로                                                                     | 삼리2길                                          | 달성군     | 논공읍                                  | 국도 제26호선과 중복                                |
| 논공읍 행정복지센터                                                             |                                                  | 달성군     | 논공읍                                  | 국도 제26호선과 중복                                |
| 금포1 교차로                                                                    | 금포로                                           | 달성군     | 논공읍                                  | 국도 제26호선과 중복                                |
| 금포2 교차로                                                                    | 달성군청로                                       | 달성군     | 논공읍                                  | 국도 제26호선과 중복                                |
| 강림1 교차로                                                                    | 시저로                                           | 달성군     | 옥포읍                                  | 국도 제26호선과 중복                                |
| 경서중학교                                                                      |                                                  | 달성군     | 옥포읍                                  | 국도 제26호선과 중복                                |
| 강림2 교차로                                                                    | 비슬로387길                                      | 달성군     | 옥포읍                                  | 국도 제26호선과 중복                                |
| 강림3 교차로                                                                    | 돌미로                                           | 달성군     | 옥포읍                                  | 국도 제26호선과 중복                                |
| 옥포지하차도                                                                    | 돌미상업로                                       | 달성군     | 옥포읍                                  | 국도 제26호선과 중복                                |
| 교항 교차로                                                                     | 돌미로 금계길                                    | 달성군     | 옥포읍                                  | 국도 제26호선과 중복                                |
| 옥포읍행정복지센터 대구옥포초등학교                                             |                                                  | 달성군     | 옥포읍                                  | 국도 제26호선과 중복                                |
| 본리 교차로                                                                     | 비슬로447길                                      | 달성군     | 옥포읍                                  | 국도 제26호선과 중복                                |
| 화원옥포 나들목 (화원옥포IC네거리) (기세교)                                     | 451호선 중부내륙고속도로지선 비슬로468길         | 달성군     | 옥포읍                                  | 국도 제26호선과 중복                                |
| (구 화원 나들목 입구)                                                           | 비슬로481길                                      | 달성군     | 화원읍                                  | 국도 제26호선과 중복                                |
| 화원고등학교                                                                    |                                                  | 달성군     | 화원읍                                  | 국도 제26호선과 중복                                |
| 설화명곡역                                                                      | 성천로 화암로                                    | 달성군     | 화원읍                                  | 국도 제26호선과 중복                                |
| 화원교                                                                          |                                                  | 달성군     | 화원읍                                  | 국도 제26호선과 중복                                |
| 화원삼거리                                                                      | 사문진로                                         | 달성군     | 화원읍                                  | 국도 제26호선과 중복                                |
| 대구화원초등학교 화원읍행정복지센터                                             |                                                  | 달성군     | 화원읍                                  | 국도 제26호선과 중복                                |
| 화원역                                                                          | 구라로                                           | 달성군     | 화원읍                                  | 국도 제26호선과 중복                                |
| 한남미용정보고등학교 대원고등학교                                               |                                                  | 달성군     | 화원읍                                  | 국도 제26호선과 중복                                |
| 대곡역                                                                          | 명천로 비슬로543길                               | 대구광역시 | 달서구                                  | 국도 제26호선과 중복                                |
| 유천네거리                                                                      | 달서대로 상화로                                  | 대구광역시 | 달서구                                  | 국도 제26호선과 중복                                |
| 차량기지 교차로                                                                 | 상화로5길 월배로5길                              | 대구광역시 | 달서구                                  | 국도 제26호선과 중복                                |
| 진천네거리 (진천역)                                                             | 진천로                                           | 대구광역시 | 달서구                                  | 국도 제26호선과 중복                                |
| 월배시장 교차로                                                                 | 월배로22길 월배로23길 월배로24길                 | 대구광역시 | 달서구                                  | 국도 제26호선과 중복                                |
| 월배초등학교 (월배역)                                                           |                                                  | 대구광역시 | 달서구                                  | 국도 제26호선과 중복                                |
| (우리빌딩)                                                                      | 상원로                                           | 대구광역시 | 달서구                                  | 국도 제26호선과 중복                                |
| 상인네거리 (상인역)                                                             | 월곡로                                           | 대구광역시 | 달서구                                  | 국도 제26호선과 중복                                |
| 롯데백화점 상인점 대구상원고등학교 대구교통공사 경북기계공업고등학교 대서중학교 |                                                  | 대구광역시 | 달서구                                  | 국도 제26호선과 중복                                |
| 월촌역 교차로 (월촌역)                                                          | 송현로                                           | 대구광역시 | 달서구                                  | 국도 제26호선과 중복                                |
| 송현역                                                                          |                                                  | 대구광역시 | 달서구                                  | 국도 제26호선과 중복                                |
| 가야기독병원삼거리                                                              | 월배로85길                                       | 대구광역시 | 달서구                                  | 국도 제26호선과 중복                                |
| (삼일병원)                                                                      | 중흥로 학산로                                    | 대구광역시 | 달서구                                  | 국도 제26호선과 중복                                |
| 성당네거리 (서부정류장역) (대구서부정류장)                                      | 국가지원지방도 제30호선 (대명로) 구마로          | 대구광역시 | 달서구                                  | 국도 제26호선과 중복 국가지원지방도 제30호선과 중복 |
| 두리봉네거리                                                                    | 대명천로                                         | 대구광역시 | 달서구                                  | 국도 제26호선과 중복 국가지원지방도 제30호선과 중복 |
| 두류공원네거리                                                                  | 두류공원로 성당로                                | 대구광역시 | 달서구                                  | 국도 제26호선과 중복 국가지원지방도 제30호선과 중복 |
| 두류운동장 이월드 두류도서관                                                    |                                                  | 대구광역시 | 달서구                                  | 국도 제26호선과 중복 국가지원지방도 제30호선과 중복 |
| (이름 없음)                                                                     | 야외음악당로                                     | 대구광역시 | 달서구                                  | 국도 제26호선과 중복 국가지원지방도 제30호선과 중복 |
| 대구신흥초등학교                                                                |                                                  | 대구광역시 | 달서구                                  | 국도 제26호선과 중복 국가지원지방도 제30호선과 중복 |
| 두류네거리 (두류역)                                                             | 국도 제30호선 (달구벌대로)                       | 대구광역시 | 서구                                    | 국도 제26호선과 중복 국가지원지방도 제30호선과 중복 |
| 남평리네거리                                                                    | 평리로                                           | 대구광역시 | 서구                                    |                                                     |
| 신평리네거리                                                                    | 국채보상로                                       | 대구광역시 | 서구                                    |                                                     |
| 평리광명네거리                                                                  | 문화로                                           | 대구광역시 | 서구                                    |                                                     |
| 평리네거리                                                                      | 북비산로                                         | 대구광역시 | 서구                                    |                                                     |
| 평리지하차도                                                                    |                                                  | 대구광역시 | 서구                                    |                                                     |
| 평리교                                                                          | 달서천로                                         | 대구광역시 | 서구                                    |                                                     |
| 대구북부정류장 교차로                                                           | 서대구로62길                                     | 대구광역시 | 서구                                    |                                                     |
| 만평네거리 (서대구고속버스터미널) (만평역)                                      | 국도 제4호선 국도 제25호선 (노원로)              | 대구광역시 | 북:북구 남:서구                         | 국도 제4, 25호선과 중복                             |
| 공단역                                                                          |                                                  | 대구광역시 | 북:북구 남:서구                         | 국도 제4, 25호선과 중복                             |
| 팔달교 교차로                                                                   | 신천대로                                         | 대구광역시 | 북:북구 남:서구                         | 국도 제4, 25호선과 중복                             |
| 팔달교                                                                          |                                                  | 대구광역시 | 북:북구 남:서구                         | 국도 제4, 25호선과 중복                             |
|                                                                                 | 북구                                             | 대구광역시 |                                         | 국도 제4, 25호선과 중복                             |
| (팔달교 북단)                                                                   | 매천로2길                                        | 대구광역시 |                                         | 국도 제4, 25호선과 중복                             |
| 대구북부화물터미널                                                              |                                                  | 대구광역시 |                                         | 국도 제4, 25호선과 중복                             |
| 팔달로 교차로 (팔달고가차도) (매천시장역)                                       | 매천로18길                                       | 대구광역시 |                                         | 국도 제4, 25호선과 중복                             |
| 태전네거리                                                                      | 학정로                                           | 대구광역시 |                                         | 국도 제4, 25호선과 중복                             |
| 태전교 (태전역)                                                                 |                                                  | 대구광역시 |                                         | 국도 제4, 25호선과 중복                             |
| 태전삼거리                                                                      | 국도 제4호선 (태전로)                            | 대구광역시 |                                         | 국도 제4, 25호선과 중복                             |
| 운전면허시험장                                                                  | 태암남로 칠곡중앙대로65길                        | 대구광역시 | 국도 제25호선과 중복                    |                                                     |
| 대구과학대학 교차로                                                             | 태암로                                           | 대구광역시 | 국도 제25호선과 중복                    |                                                     |
| 칠곡네거리 (칠곡지하차도)                                                       | 구암로                                           | 대구광역시 | 국도 제25호선과 중복 칠곡 나들목과 연결 |                                                     |
| 대구가톨릭대학교 칠곡가톨릭병원                                                 |                                                  | 대구광역시 | 국도 제25호선과 중복                    |                                                     |
| 아시랑네거리                                                                    | 대천로 칠곡중앙대로95길                          | 대구광역시 | 국도 제25호선과 중복                    |                                                     |
| 칠곡초등학교 교차로                                                             | 관음중앙로                                       | 대구광역시 | 국도 제25호선과 중복                    |                                                     |
| 읍내동행정복지센터                                                              |                                                  | 대구광역시 | 국도 제25호선과 중복                    |                                                     |
| 칠곡우체국네거리                                                                | 동암로 칠곡중앙대로115길                         | 대구광역시 | 국도 제25호선과 중복                    |                                                     |
| 칠곡중학교                                                                      |                                                  | 대구광역시 | 국도 제25호선과 중복                    |                                                     |
| (제형주유소)                                                                    | 관음로                                           | 대구광역시 | 국도 제25호선과 중복                    |                                                     |
| (팔거교 서단)                                                                   | 대구광역시도 제10호선 (호국로)                   | 대구광역시 | 국도 제25호선과 중복                    |                                                     |
| 동호치안센터                                                                    |                                                  | 대구광역시 | 국도 제25호선과 중복                    |                                                     |

기존 구간 (1996년 이전 노선)
- 두류공원네거리 - 성당시장네거리 - 내당네거리 - 반고개네거리 - 비산네거리 -북비산네거리 - 비산지하차도 - 원대네거리 - 고성로 - 팔달시장역 - 만평네거리

### 경상북도(대구광역시군위군이남 지역)
| 이름                                   | 접속 노선                                             | 소재지 | 소재지                                                                      | 비고                                                |
| -------------------------------------- | ----------------------------------------------------- | ------ | --------------------------------------------------------------------------- | --------------------------------------------------- |
| 동명동호 나들목 (동명동호IC 교차로)    | 700호선 대구외곽순환고속도로                          | 칠곡군 | 동명면                                                                      | 국도 제25호선과 중복                                |
| 동명사거리                             | 국가지원지방도 제79호선 (한티로) 금암2길              | 칠곡군 | 동명면                                                                      | 국도 제25호선과 중복 국가지원지방도 제79호선과 중복 |
| (이름 없음)                            | 금암중앙길                                            | 칠곡군 | 동명면                                                                      | 국도 제25호선과 중복 국가지원지방도 제79호선과 중복 |
| (이름 없음)                            | 남원로                                                | 칠곡군 | 동명면                                                                      | 국도 제25호선과 중복 국가지원지방도 제79호선과 중복 |
| 소야고개                               |                                                       | 칠곡군 | 동명면                                                                      | 국도 제25호선과 중복 국가지원지방도 제79호선과 중복 |
|                                        | 가산면                                                | 칠곡군 |                                                                             | 국도 제25호선과 중복 국가지원지방도 제79호선과 중복 |
| 다부원앞                               | 다부원1길                                             | 칠곡군 |                                                                             | 국도 제25호선과 중복 국가지원지방도 제79호선과 중복 |
| 다부원 교차로 (유학산교)               | 국가지원지방도 제79호선 지방도 제923호선 (호국평화로) | 칠곡군 | 국도 제25호선과 중복 국가지원지방도 제79호선과 중복 지방도 제923호선과 중복 |                                                     |
| 다부동전승비 가산초등학교 가산면사무소 |                                                       | 칠곡군 | 국도 제25호선과 중복 지방도 제923호선과 중복                                |                                                     |
| 천평삼거리                             | 국도 제25호선 지방도 제923호선 (낙동대로)             | 칠곡군 | 국도 제25호선과 중복 지방도 제923호선과 중복                                |                                                     |
| 가산 나들목                            | 55호선 중앙고속도로                                   | 칠곡군 | 하행 지하차도로 직진                                                        |                                                     |
| (이름 없음)                            | 지방도 제514호선 (인동가산로)                         | 칠곡군 | 지방도 제514호선과 중복                                                     |                                                     |

### 대구광역시(경상북도칠곡군이북 지역)
| 이름                                         | 접속 노선                                  | 소재지 | 소재지 | 비고                           |
| -------------------------------------------- | ------------------------------------------ | ------ | ------ | ------------------------------ |
| 농협군위유통센터                             |                                            | 군위군 | 효령면 |                                |
| 구효령정류소                                 | 장군로                                     | 군위군 | 효령면 |                                |
| 경북대학교 자연사박물관 (구 장군초등학교)    |                                            | 군위군 | 효령면 |                                |
| 중구삼거리                                   | 중구2길                                    | 군위군 | 효령면 |                                |
| 효령교                                       |                                            | 군위군 | 효령면 |                                |
| 효령삼거리                                   | 치산효령로                                 | 군위군 | 효령면 |                                |
| 불로삼거리                                   | 불로길                                     | 군위군 | 효령면 |                                |
| 병천교                                       |                                            | 군위군 | 효령면 |                                |
| 간동삼거리                                   | 효우로                                     | 군위군 | 효령면 |                                |
| 군위학생문화예술체험장 (구 군위남부초등학교) |                                            | 군위군 | 군위읍 |                                |
| 군위 나들목 (군위IC 교차로)                  | 55호선 중앙고속도로 국도 제67호선 (장천로) | 군위군 | 군위읍 |                                |
| (이름 없음)                                  | 군청로                                     | 군위군 | 군위읍 |                                |
| 군위교                                       | 국가지원지방도 제68호선 (도군로)           | 군위군 | 군위읍 | 국가지원지방도 제68호선과 중복 |
| (이름 없음)                                  | 대북길                                     | 군위군 | 군위읍 | 국가지원지방도 제68호선과 중복 |

### 경상북도(대구광역시군위군이북 지역)

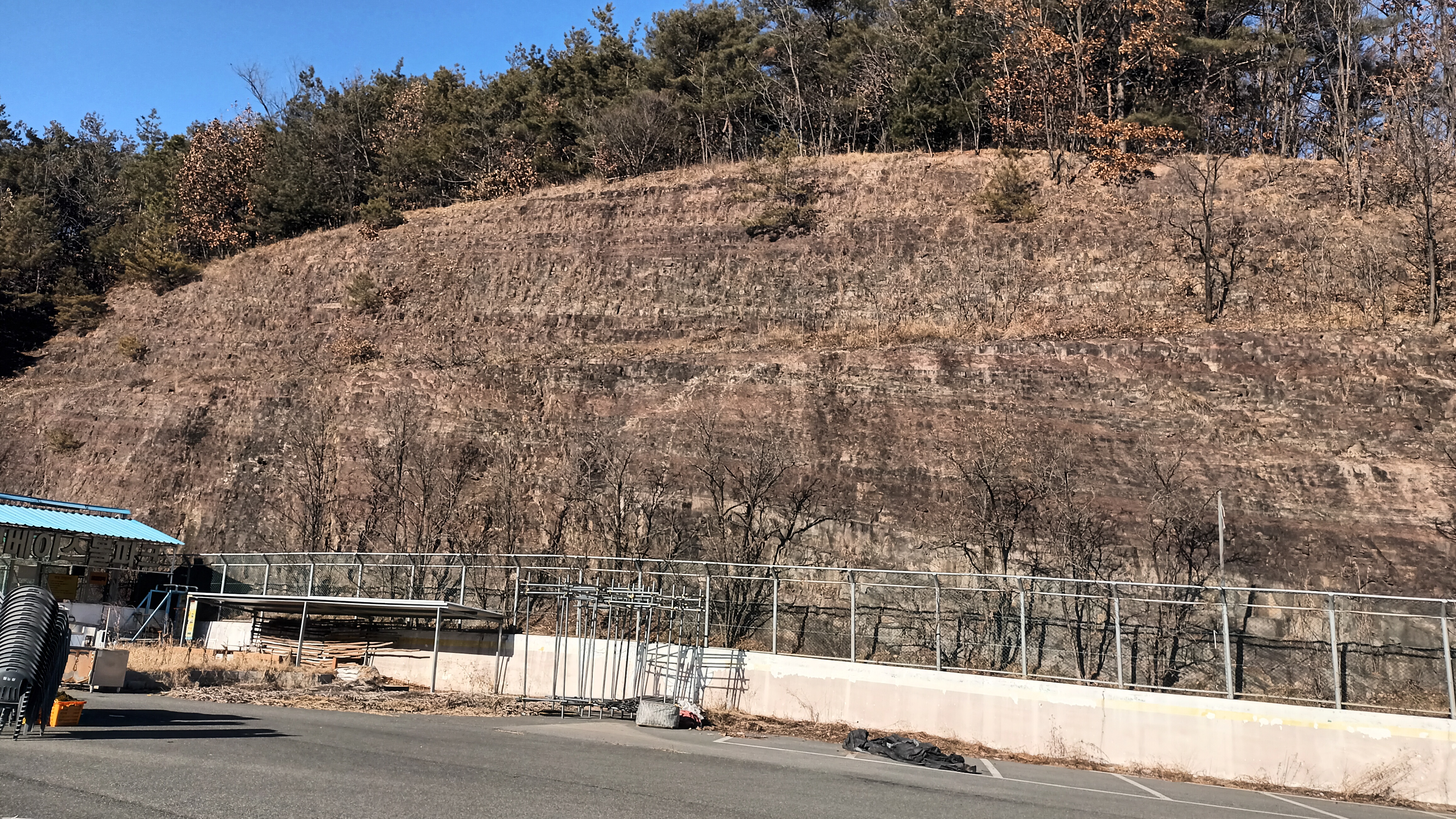
국도 제5호선 창원방향, 의성군 단촌면 경북대로 6235의 의성휴게식당/재랫재휴게소와 절개사면에 드러난 후평동층

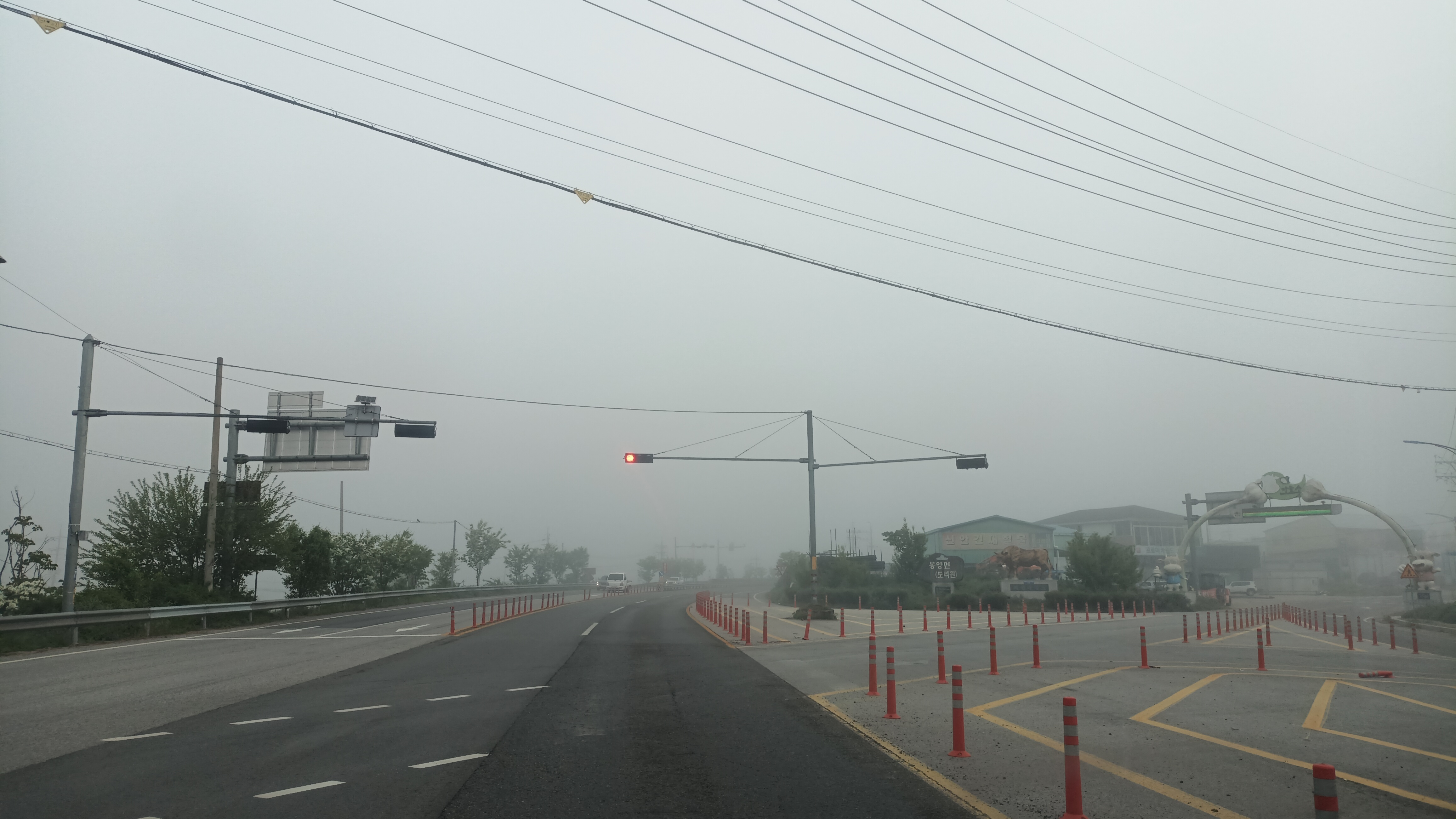
의성군 봉양면 도원삼거리

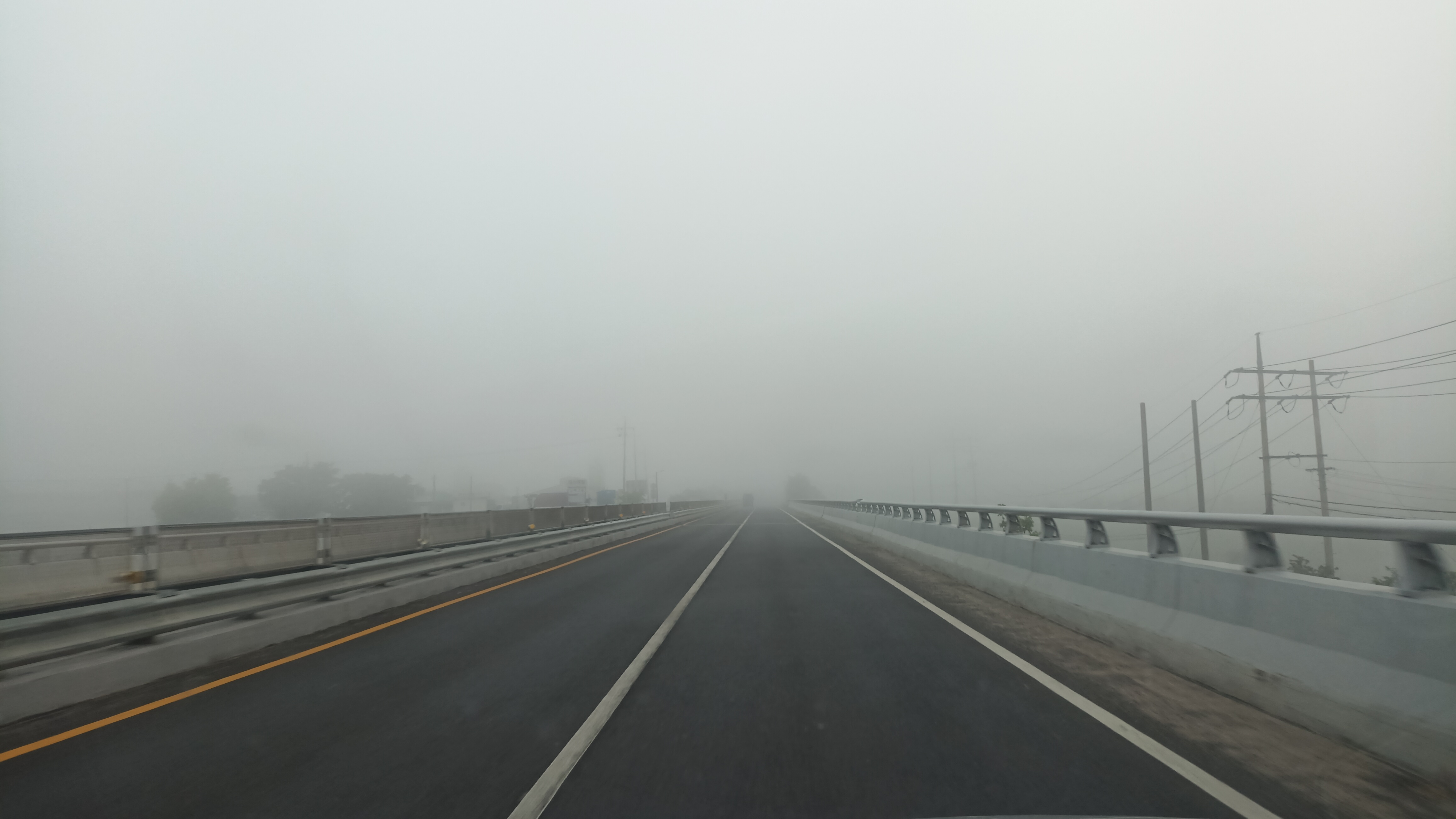
의성군 봉양면의 안개

| 이름                         | 접속 노선                            | 소재지                                                     | 소재지                                 | 비고                                                                        |
| ---------------------------- | ------------------------------------ | ---------------------------------------------------------- | -------------------------------------- | --------------------------------------------------------------------------- |
| 의성 나들목 (의성고가차도)   | 55호선 중앙고속도로                  | 의성군                                                     | 봉양면                                 | 국가지원지방도 제68호선과 중복                                              |
| 도원삼거리                   | 농공마전길                           | 의성군                                                     | 봉양면                                 | 국가지원지방도 제68호선과 중복                                              |
| (도원리)                     | 봉기길                               | 의성군                                                     | 봉양면                                 | 국가지원지방도 제68호선과 중복                                              |
| 도리원2교                    |                                      | 의성군                                                     | 봉양면                                 | 국가지원지방도 제68호선과 중복                                              |
| 봉양 교차로 (봉양고가교)     | 국도 제28호선 (서부로) 도리원3길     | 의성군                                                     | 봉양면                                 | 국도 제28호선과 중복 국가지원지방도 제68호선과 중복                         |
| 온천삼거리                   | 지방도 제927호선 (봉호로) 도리원2길  | 의성군                                                     | 봉양면                                 | 국도 제28호선과 중복 국가지원지방도 제68호선과 중복 지방도 제927호선과 중복 |
| 구미삼거리                   | 지방도 제927호선 (조문로)            | 의성군                                                     | 봉양면                                 | 국도 제28호선과 중복 국가지원지방도 제68호선과 중복 지방도 제927호선과 중복 |
| 의성군농업기술센터           |                                      | 의성군                                                     | 봉양면                                 | 국도 제28호선과 중복 국가지원지방도 제68호선과 중복                         |
| 분토교                       |                                      | 의성군                                                     | 봉양면                                 | 국도 제28호선과 중복 국가지원지방도 제68호선과 중복                         |
|                              | 의성읍                               | 의성군                                                     |                                        | 국도 제28호선과 중복 국가지원지방도 제68호선과 중복                         |
| 용연리                       | 국가지원지방도 제68호선 (비봉길)     | 의성군                                                     |                                        | 국도 제28호선과 중복 국가지원지방도 제68호선과 중복                         |
| 용연교                       | 용연1길                              | 의성군                                                     | 국도 제28호선과 중복                   |                                                                             |
| 원당 교차로                  | 국도 제28호선 (동부로)               | 의성군                                                     | 국도 제28호선과 중복                   |                                                                             |
| 원당삼거리                   | 지방도 제914호선 (홍술로)            | 의성군                                                     | 지방도 제914호선과 중복 하행 진출 불가 |                                                                             |
| 의성2교                      |                                      | 의성군                                                     | 지방도 제914호선과 중복                |                                                                             |
| 철파사거리                   | 지방도 제912호선 (안평의성로)        | 의성군                                                     | 지방도 제914호선과 중복                |                                                                             |
| 재랫재                       |                                      | 의성군                                                     | 지방도 제914호선과 중복                |                                                                             |
|                              | 단촌면                               | 의성군                                                     | 지방도 제914호선과 중복                |                                                                             |
| 북의성 나들목                | 30호선 서산영덕고속도로              | 의성군                                                     | 지방도 제914호선과 중복                |                                                                             |
| 세촌삼거리                   | 신기길                               | 의성군                                                     | 지방도 제914호선과 중복                |                                                                             |
| 안세교                       |                                      | 의성군                                                     | 지방도 제914호선과 중복                |                                                                             |
| 세촌 교차로                  | 신기길                               | 의성군                                                     | 지방도 제914호선과 중복                |                                                                             |
| 세곡1 교차로                 | 동내개골길                           | 의성군                                                     | 지방도 제914호선과 중복                |                                                                             |
| 세촌과선교                   |                                      | 의성군                                                     | 지방도 제914호선과 중복                |                                                                             |
| 세촌2 교차로                 | 광연길                               | 의성군                                                     | 지방도 제914호선과 중복                |                                                                             |
| 세촌2 교차로                 | 광연길                               | 안동시                                                     | 지방도 제914호선과 중복                | 일직면                                                                      |
| 망호 교차로                  | 국가지원지방도 제79호선 (일직점곡로) | 안동시                                                     | 지방도 제914호선과 중복                | 일직면                                                                      |
| 일직교                       |                                      | 안동시                                                     | 지방도 제914호선과 중복                | 일직면                                                                      |
| 운산 교차로                  | 지방도 제914호선 (풍일로)            | 안동시                                                     | 지방도 제914호선과 중복                | 일직면                                                                      |
| 송리교                       |                                      | 안동시                                                     |                                        | 일직면                                                                      |
| 광음1교                      |                                      | 안동시                                                     |                                        | 일직면                                                                      |
|                              | 남후면                               | 안동시                                                     |                                        |                                                                             |
| 광음 교차로                  | 큰광음길                             | 안동시                                                     |                                        |                                                                             |
| 광음3교 남루교               |                                      | 안동시                                                     |                                        |                                                                             |
| 무릉 교차로                  | 무릉길 무릉1길                       | 안동시                                                     |                                        |                                                                             |
| 남후1교 남후2교              |                                      | 안동시                                                     |                                        |                                                                             |
| (이름 없음)                  | 무릉길                               | 안동시                                                     | 상행 진출 불가 하행 진입 불가          |                                                                             |
| 사안교                       |                                      | 안동시                                                     |                                        |                                                                             |
|                              | 강남동                               | 안동시                                                     |                                        |                                                                             |
| 무릉육교                     |                                      | 안동시                                                     |                                        |                                                                             |
| 한티 교차로                  | 국도 제34호선 (남순환로)             | 안동시                                                     |                                        |                                                                             |
| (이름 없음)                  | 강남로                               | 안동시                                                     |                                        |                                                                             |
| 안동대교                     |                                      | 안동시                                                     |                                        |                                                                             |
|                              | 태화동                               | 안동시                                                     |                                        |                                                                             |
| 안동대교북단                 | 하이마로                             | 안동시                                                     |                                        |                                                                             |
| 어가골 교차로                | 육사로                               | 안동시                                                     |                                        |                                                                             |
| 옥동사거리                   | 광명로                               | 안동시                                                     | 옥동                                   |                                                                             |
| 옥동3주공 교차로             | 은행나무로                           | 안동시                                                     | 송하동                                 |                                                                             |
| 송현오거리                   | 경동로                               | 안동시                                                     | 송하동                                 | 송하1길                                                                     |
| 매화골 교차로                | 매화길                               | 안동시                                                     | 안기동                                 |                                                                             |
| 두우교                       |                                      | 안동시                                                     | 안기동                                 |                                                                             |
| 제비원교                     | 이송천한티길                         | 안동시                                                     | 서후면                                 | 상행 진입 불가 하행 진출 불가                                               |
| 제비원 교차로                | 제비원로                             | 안동시                                                     | 서후면                                 | 상행 진출 불가 하행 진입 불가                                               |
| 오산 교차로                  | 지방도 제924호선 (이하오산로) 북평로 | 안동시                                                     | 서후면                                 | 지방도 제924호선과 중복                                                     |
| 서후 교차로                  | 지방도 제924호선 (풍산태사로)        | 안동시                                                     | 서후면                                 | 지방도 제924호선과 중복                                                     |
| 도촌 교차로                  | 북평로 물한길                        | 안동시                                                     | 북후면                                 |                                                                             |
| 장기교                       |                                      | 안동시                                                     | 북후면                                 |                                                                             |
| 북후 교차로                  | 북평로                               | 안동시                                                     | 북후면                                 | 상행 진입 불가 하행 진출 불가                                               |
| 지곡교                       |                                      | 안동시                                                     | 북후면                                 |                                                                             |
|                              | 영주시                               | 평은면                                                     |                                        |                                                                             |
| 지곡 교차로                  | 영주시                               | 평은면                                                     | 지방도 제928호선 (녹지로) (북평로)     |                                                                             |
| 고사동 교차로                | 영주시                               | 평은면                                                     | 경북대로2229번길                       |                                                                             |
| 오운육교                     | 영주시                               | 평은면                                                     | 지방도 제915호선 (예봉로)              |                                                                             |
| 오운터널                     | 영주시                               | 평은면                                                     |                                        | 상행 연장 662m 하행 연장 622m                                               |
| 새터육교 새터교              | 영주시                               | 평은면                                                     |                                        |                                                                             |
| 평은터널                     | 영주시                               | 평은면                                                     |                                        | 상행 연장 540m 하행 연장 545m                                               |
| 강동교                       | 영주시                               | 평은면                                                     |                                        |                                                                             |
| 평은 교차로                  | 영주시                               | 평은면                                                     | 천상로                                 |                                                                             |
| 내성천교                     | 영주시                               | 평은면                                                     |                                        |                                                                             |
|                              | 영주시                               | 이산면                                                     |                                        |                                                                             |
| 운문 교차로                  | 영주시                               | 간운로494번길                                              |                                        |                                                                             |
| 문수 교차로                  | 영주시                               | 간운로 종릉로                                              | 문수면                                 |                                                                             |
| 적동과선교                   | 영주시                               |                                                            | 문수면                                 |                                                                             |
| 적서 교차로                  | 영주시                               | 간운로 적서로                                              | 문수면                                 |                                                                             |
| 사일교                       | 영주시                               |                                                            | 문수면                                 |                                                                             |
|                              | 영주시                               | 휴천동                                                     |                                        |                                                                             |
| 초곡과선교                   | 영주시                               |                                                            |                                        |                                                                             |
| 문정교                       | 영주시                               |                                                            |                                        |                                                                             |
|                              | 영주시                               | 가흥동                                                     |                                        |                                                                             |
| 문정 교차로                  | 영주시                               | 국도 제28호선 (가흥로)                                     |                                        |                                                                             |
| 가흥 교차로                  | 영주시                               | 국도 제36호선 (경북대로) 영주로                            | 국도 제36호선과 중복                   |                                                                             |
| 가흥육교                     | 영주시                               |                                                            | 국도 제36호선과 중복                   |                                                                             |
| 내줄 교차로                  | 영주시                               | 장안로                                                     | 국도 제36호선과 중복                   | 안정면                                                                      |
| 내줄교                       | 영주시                               |                                                            | 국도 제36호선과 중복                   | 안정면                                                                      |
| 신전 교차로                  | 영주시                               | 신재로 장안로                                              | 국도 제36호선과 중복                   | 안정면                                                                      |
| 신전육교                     | 영주시                               |                                                            | 국도 제36호선과 중복                   | 안정면                                                                      |
| 안정1교 봉현육교             | 영주시                               |                                                            | 국도 제36호선과 중복                   | 봉현면                                                                      |
| 봉현 교차로                  | 영주시                               | 국가지원지방도 제28호선 (오현로) 지방도 제931호선 (소백로) | 국도 제36호선과 중복                   | 봉현면                                                                      |
| 오현1육교 오현2육교 두산육교 | 영주시                               |                                                            | 국도 제36호선과 중복                   | 봉현면                                                                      |
| 풍기교                       | 영주시                               |                                                            | 국도 제36호선과 중복                   | 봉현면                                                                      |
|                              | 영주시                               | 풍기읍                                                     | 국도 제36호선과 중복                   |                                                                             |
| 백리 교차로                  | 영주시                               | 기주로                                                     | 국도 제36호선과 중복                   |                                                                             |
| 백동 교차로                  | 영주시                               | 전구로                                                     | 국도 제36호선과 중복                   |                                                                             |
| 새터 교차로                  | 영주시                               | 죽령로1182번길                                             | 국도 제36호선과 중복                   |                                                                             |
| 백수 교차로                  | 영주시                               | 죽령로 죽령로1284번길                                      | 국도 제36호선과 중복                   |                                                                             |
| 창락지하차도                 | 영주시                               |                                                            | 국도 제36호선과 중복                   |                                                                             |
| 곰수 교차로                  | 영주시                               | 죽령로1350번길                                             | 국도 제36호선과 중복                   |                                                                             |
| 곰수골교                     | 영주시                               |                                                            | 국도 제36호선과 중복                   |                                                                             |
| 창락터널                     | 영주시                               |                                                            | 국도 제36호선과 중복 연장 185m         |                                                                             |
| 창락 교차로                  | 영주시                               | 죽령로1360번길                                             | 국도 제36호선과 중복                   |                                                                             |
| 희방 교차로                  | 영주시                               | 죽령로1513번길                                             | 국도 제36호선과 중복                   |                                                                             |
| 희방삼거리                   | 영주시                               | 죽령로1720번길                                             | 국도 제36호선과 중복                   |                                                                             |
| 소혼교                       | 영주시                               |                                                            | 국도 제36호선과 중복                   |                                                                             |
| 죽령                         | 영주시                               |                                                            | 국도 제36호선과 중복 해발 696m         |                                                                             |

### 충청북도

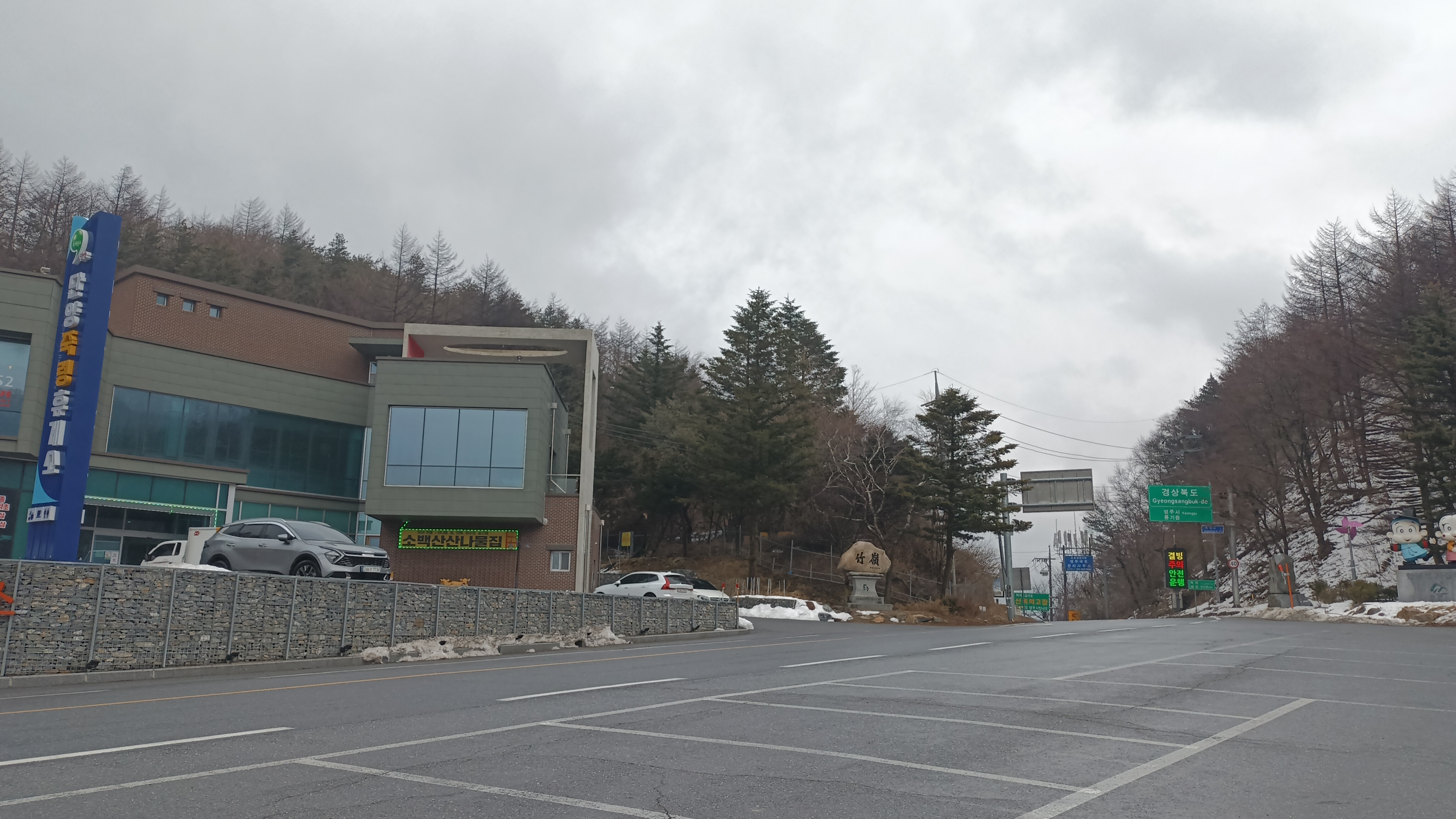
죽령 정상과 휴게소

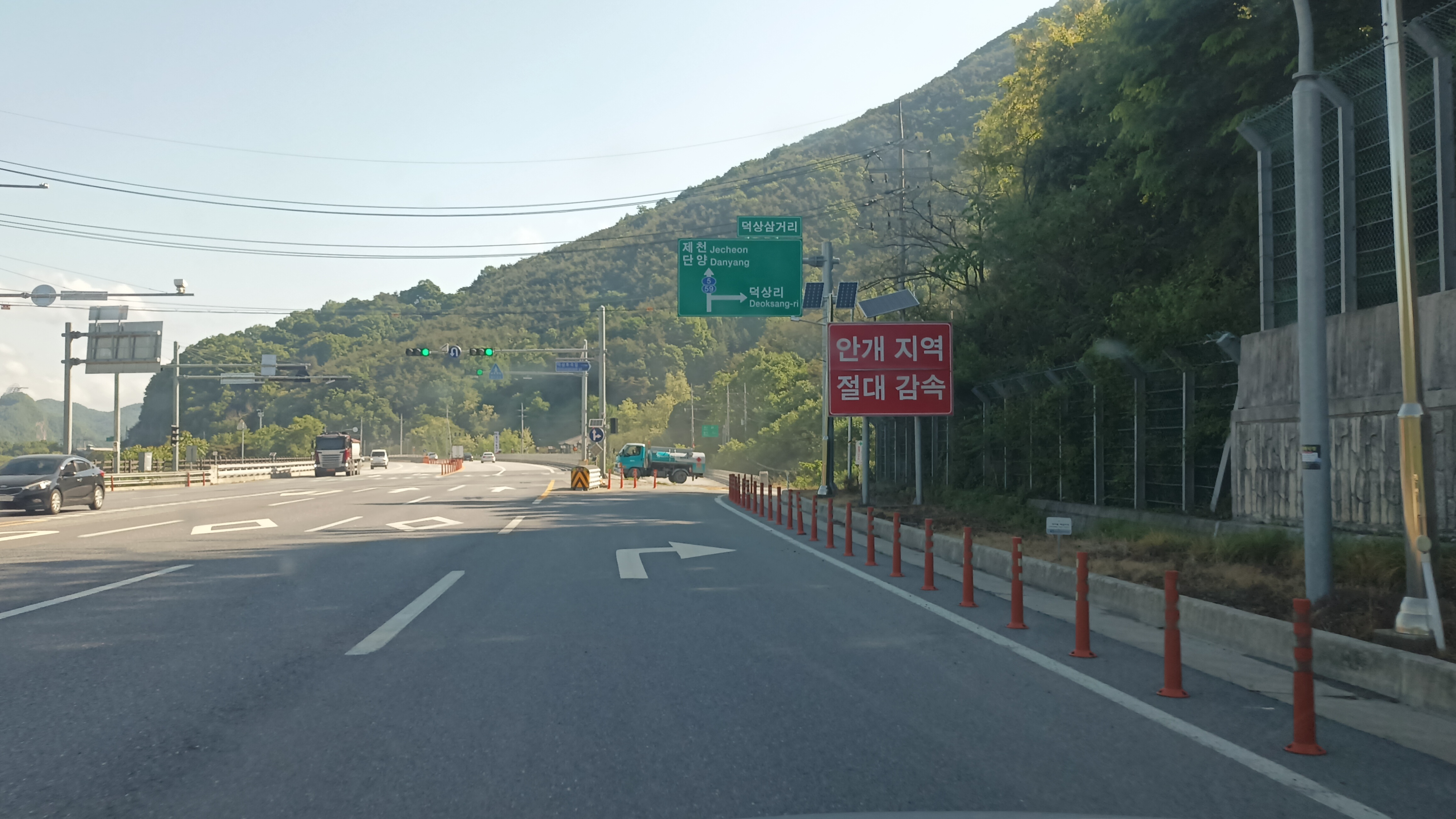
단양군 단양읍 덕상리 덕상삼거리의 국도 제5호선과 안개 주의 표지판

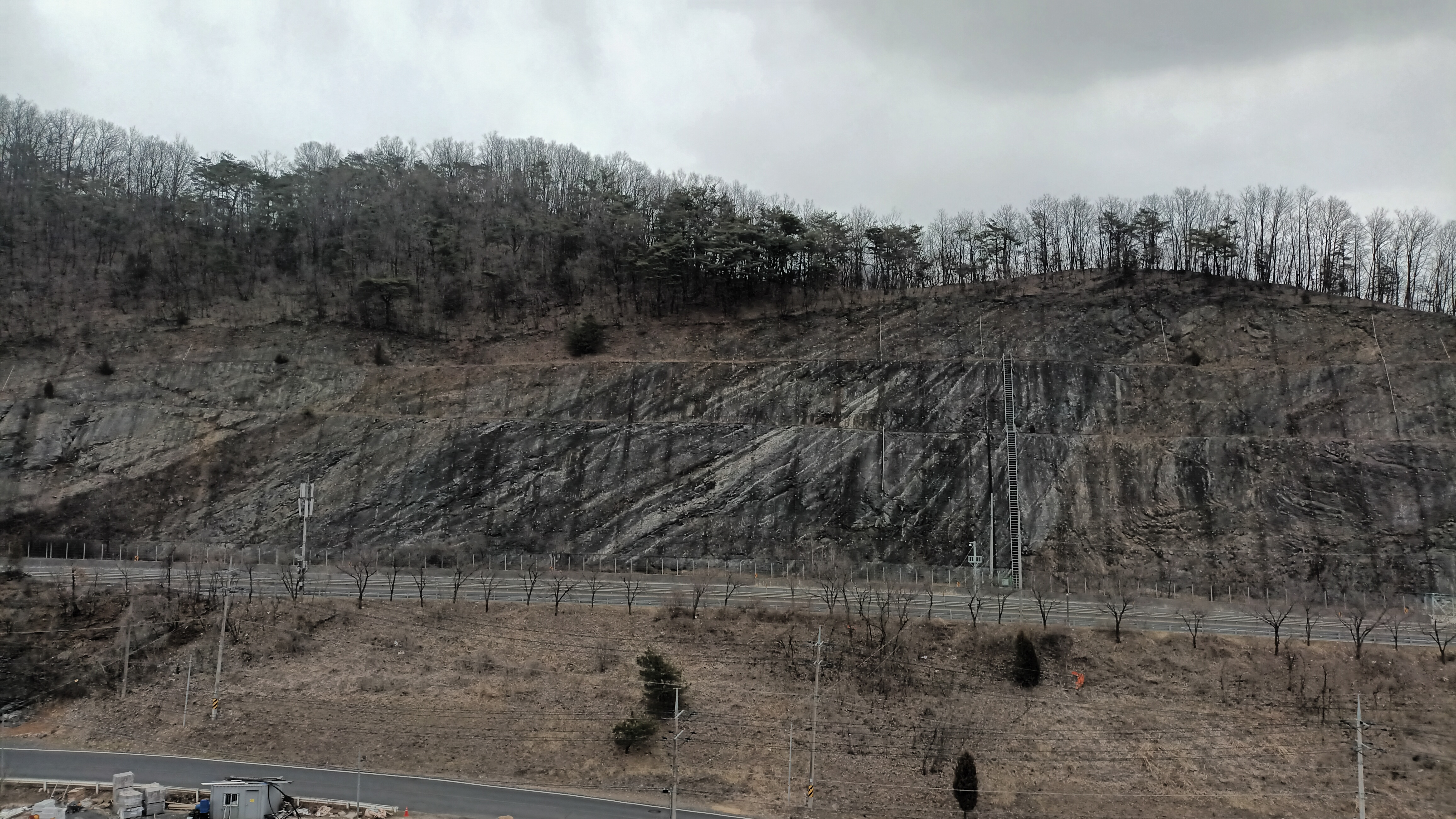
단양읍 상진리, 국도 제5호선 절개사면에 드러난 고생대 조선 누층군 흥월리층의 대규모 습곡 구조

| 이름                                                  | 접속 노선                            | 소재지                             | 소재지                 | 비고                                               |
| ----------------------------------------------------- | ------------------------------------ | ---------------------------------- | ---------------------- | -------------------------------------------------- |
| 죽령                                                  |                                      | 단양군                             | 대강면                 | 국도 제36호선과 중복 해발 696m                     |
| 죽령역                                                | 용부원2길                            | 단양군                             | 대강면                 | 국도 제36호선과 중복                               |
| 단양 나들목 (대강 교차로)                             | 55호선 중앙고속도로                  | 단양군                             | 대강면                 | 국도 제36호선과 중복                               |
| 단양대강농공단지                                      | 대강농공길                           | 단양군                             | 대강면                 | 국도 제36호선과 중복                               |
| 대강초등학교                                          | 대강로                               | 단양군                             | 대강면                 | 국도 제36호선과 중복                               |
| 장림사거리                                            | 지방도 제927호선 (사인암로)          | 단양군                             | 대강면                 | 국도 제36호선과 중복                               |
| 대강면사무소                                          | 대강로                               | 단양군                             | 대강면                 | 국도 제36호선과 중복                               |
| 북상삼거리                                            | 북상1길                              | 단양군                             | 대강면                 | 국도 제36호선과 중복                               |
| 북하삼거리                                            | 국도 제36호선 국도 제59호선 (월악로) | 단양군                             | 단성면                 | 국도 제36호선과 중복 국도 제59호선과 중복          |
| 단성역삼거리                                          |                                      | 단양군                             | 단성면                 | 국도 제59호선과 중복                               |
| 현천삼거리                                            | 현천길                               | 단양군                             | 단양읍                 | 국도 제59호선과 중복                               |
| 덕상삼거리                                            | 덕상후곡길                           | 단양군                             | 단양읍                 | 국도 제59호선과 중복                               |
| 덕상1교                                               |                                      | 단양군                             | 단양읍                 | 국도 제59호선과 중복                               |
| 심곡삼거리                                            | 단양심곡길                           | 단양군                             | 단양읍                 | 국도 제59호선과 중복                               |
| 심곡교 단양역삼거리 상진대교                          |                                      | 단양군                             | 단양읍                 | 국도 제59호선과 중복                               |
| 단양삼거리 (단양 교차로) (상진 교차로)                | 국도 제59호선 (삼봉로)               | 단양군                             | 단양읍                 | 국도 제59호선과 중복                               |
| 적성삼거리                                            | 수양개유적로                         | 단양군                             | 단양읍                 |                                                    |
| 어의곡 교차로                                         | 응실길                               | 단양군                             | 매포읍                 |                                                    |
| 하괴삼거리                                            | 삼봉로                               | 단양군                             | 매포읍                 |                                                    |
| (성신양회입구)                                        | 매포길                               | 단양군                             | 매포읍                 |                                                    |
| 우덕삼거리                                            | 단양산업단지2로                      | 단양군                             | 매포읍                 | 하행 진출입만 가능                                 |
| 매포삼거리                                            | 평동로                               | 단양군                             | 매포읍                 |                                                    |
| 동평교                                                |                                      | 단양군                             | 매포읍                 |                                                    |
| 안동삼거리                                            | 매포길                               | 단양군                             | 매포읍                 |                                                    |
| 신평사거리                                            | 평동9길 평동10길                     | 단양군                             | 매포읍                 |                                                    |
| 평동삼거리                                            | 지방도 제532호선 (평동1로)           | 단양군                             | 매포읍                 | 지방도 제532호선과 중복                            |
| 평동직행버스정류소 매포초등학교                       |                                      | 단양군                             | 매포읍                 | 지방도 제532호선과 중복                            |
| 하시삼거리                                            | 지방도 제532호선 (매포어상천로)      | 단양군                             | 매포읍                 | 지방도 제532호선과 중복                            |
| 상시1교                                               | 상시1길                              | 단양군                             | 매포읍                 |                                                    |
| 상시리                                                | 상시길                               | 단양군                             | 매포읍                 |                                                    |
| 상시2교                                               |                                      | 단양군                             | 매포읍                 |                                                    |
| 상시3교                                               | 상시길 영천길                        | 단양군                             | 매포읍                 |                                                    |
| 가평1교                                               | 가평길                               | 단양군                             | 매포읍                 |                                                    |
| 가평2교                                               |                                      | 단양군                             | 매포읍                 |                                                    |
| (삼곡)                                                | 고양길 고양1길 삼곡길                | 단양군                             | 매포읍                 |                                                    |
| 고양1교                                               | 삼곡5길                              | 단양군                             | 매포읍                 |                                                    |
| 고양2교 단양지하차도                                  |                                      | 단양군                             | 매포읍                 |                                                    |
| 안동1교                                               | 고양4길 고양5길                      | 단양군                             | 매포읍                 |                                                    |
| 안동2교                                               |                                      | 단양군                             | 매포읍                 |                                                    |
|                                                       | 제천시                               | 신백동                             |                        |                                                    |
| 고명역입구                                            | 제천시                               | 신백동                             | 단양로10길             |                                                    |
| 고명 교차로                                           | 제천시                               | 신백동                             | 국도 제38호선 (북부로) | 국도 제38호선과 중복                               |
| 명지 교차로                                           | 제천시                               | 국가지원지방도 제82호선 (청풍호로) | 화산동                 | 국도 제38호선과 중복                               |
| 신동 교차로                                           | 제천시                               | 내토로 제천북로                    | 영서동                 | 국도 제38호선과 중복                               |
| 고모 교차로 (제천 나들목)                             | 제천시                               | 55호선 중앙고속도로                | 봉양읍                 | 국도 제38호선과 중복 상행 진입 불가 하행 진출 불가 |
| 고산 교차로 (제천 나들목)                             | 제천시                               | 55호선 중앙고속도로                | 봉양읍                 | 국도 제38호선과 중복 상행 진출 불가 하행 진입 불가 |
| 봉양역                                                | 제천시                               |                                    | 봉양읍                 | 국도 제38호선과 중복                               |
| 장평삼거리                                            | 제천시                               | 국도 제38호선 (북부로)             | 봉양읍                 | 국도 제38호선과 중복                               |
| 주포사거리                                            | 제천시                               | 주포로 제원로2길                   | 봉양읍                 |                                                    |
| 주포삼거리                                            | 제천시                               | 주포로7길                          | 봉양읍                 |                                                    |
| 오작교                                                | 제천시                               |                                    | 봉양읍                 |                                                    |
| 봉양리                                                | 제천시                               | 팔송로                             | 봉양읍                 |                                                    |
| 봉양삼거리                                            | 제천시                               | 용두대로                           | 봉양읍                 |                                                    |
| 팔송대교 구학역                                       | 제천시                               |                                    | 봉양읍                 |                                                    |
| 배론성지삼거리                                        | 제천시                               | 배론성지길                         | 봉양읍                 |                                                    |
| 탁사정삼거리 구학교 탁사정                            | 제천시                               |                                    | 봉양읍                 |                                                    |
| 옥전교                                                | 제천시                               | 옥전길                             | 봉양읍                 |                                                    |
| 시골학교캠핑장 (구 옥전초등학교) 학산교 연교역 학산리 | 제천시                               |                                    | 봉양읍                 |                                                    |

### 강원특별자치도
| 이름                                           | 접속 노선                                                                   | 소재지                    | 소재지                                                          | 비고                                                            |
| ---------------------------------------------- | --------------------------------------------------------------------------- | ------------------------- | --------------------------------------------------------------- | --------------------------------------------------------------- |
| 용암리                                         |                                                                             | 원주시                    | 신림면                                                          |                                                                 |
| (용암3리)                                      | 연봉정길 종림길                                                             | 원주시                    | 신림면                                                          |                                                                 |
| 용암삼거리                                     | 지방도 제597호선 (구학산로)                                                 | 원주시                    | 신림면                                                          | 구 지방도 제402호선                                             |
| 신림역                                         | 정암길                                                                      | 원주시                    | 신림면                                                          |                                                                 |
| 신림농협                                       | 제원로                                                                      | 원주시                    | 신림면                                                          |                                                                 |
| 신림삼거리                                     | 국가지원지방도 제88호선 (신림황둔로)                                        | 원주시                    | 신림면                                                          | 국가지원지방도 제88호선과 중복                                  |
| 신림교 신림면사무소                            |                                                                             | 원주시                    | 신림면                                                          | 국가지원지방도 제88호선과 중복                                  |
| 신림119안전센터                                | 제원로                                                                      | 원주시                    | 신림면                                                          | 국가지원지방도 제88호선과 중복                                  |
| 신림초등학교 창교역                            |                                                                             | 원주시                    | 신림면                                                          | 국가지원지방도 제88호선과 중복                                  |
| 치악재 (가리파고개)                            |                                                                             | 원주시                    | 신림면                                                          | 국가지원지방도 제88호선과 중복 해발 450m                        |
| 치악재 (가리파고개)                            | 판부면                                                                      | 원주시                    |                                                                 | 국가지원지방도 제88호선과 중복 해발 450m                        |
| 치악역 치악교 중간교                           |                                                                             | 원주시                    | 국가지원지방도 제88호선과 중복                                  |                                                                 |
| 금대삼거리                                     | 영원산성길                                                                  | 원주시                    | 국가지원지방도 제88호선과 중복                                  |                                                                 |
| 금대초등학교입구                               | 금대길                                                                      | 원주시                    | 국가지원지방도 제88호선과 중복                                  |                                                                 |
| 관설교                                         | 당둔지길 판부신촌길                                                         | 원주시                    | 국가지원지방도 제88호선과 중복                                  | 반곡관설동                                                      |
| 관설초등학교                                   |                                                                             | 원주시                    | 국가지원지방도 제88호선과 중복                                  | 반곡관설동                                                      |
| 영서고등학교 (영서고삼거리)                    | 강변로 섭재삼보길                                                           | 원주시                    | 국가지원지방도 제88호선과 중복                                  | 반곡관설동                                                      |
| 관설 교차로                                    | 국도 제19호선 국도 제42호선 (원주우회도로) 국가지원지방도 제88호선 (치악로) | 원주시                    | 국도 제19, 42호선과 중복 국가지원지방도 제88호선과 중복         | 반곡관설동                                                      |
| 반곡 교차로                                    | 입춘로                                                                      | 원주시                    | 국도 제19, 42호선과 중복                                        | 반곡관설동                                                      |
| 반곡지하차도                                   |                                                                             | 원주시                    | 국도 제19, 42호선과 중복                                        | 반곡관설동                                                      |
| 행구1교                                        |                                                                             | 원주시                    | 국도 제19, 42호선과 중복                                        | 반곡관설동                                                      |
|                                                | 행구동                                                                      | 원주시                    | 국도 제19, 42호선과 중복                                        |                                                                 |
| 행구 교차로                                    | 운곡로 행구로                                                               | 원주시                    | 국도 제19, 42호선과 중복                                        |                                                                 |
| 봉산2교                                        |                                                                             | 원주시                    | 국도 제19, 42호선과 중복                                        | 봉산동                                                          |
| 봉산터널                                       |                                                                             | 원주시                    | 국도 제19, 42호선과 중복 연장 870m                              | 봉산동                                                          |
| 봉산터널                                       | 소초면                                                                      | 원주시                    | 국도 제19, 42호선과 중복 연장 870m                              |                                                                 |
| 흥양 교차로                                    | 국도 제42호선 (노루고개길)                                                  | 원주시                    | 국도 제19, 42호선과 중복                                        |                                                                 |
| 원중교 신양대교                                |                                                                             | 원주시                    | 국도 제19호선과 중복                                            |                                                                 |
| (이름 없음)                                    | 북원로                                                                      | 원주시                    | 국도 제19호선과 중복                                            |                                                                 |
| 남문사거리                                     | 섬배로                                                                      | 원주시                    | 국도 제19호선과 중복                                            |                                                                 |
| 원주공항                                       | 둔둔로 횡성로                                                               | 원주시                    | 국도 제19호선과 중복 상행 진입 불가 하행 진출 불가              |                                                                 |
| (이름 없음)                                    | 횡성로                                                                      | 횡성군                    | 횡성읍                                                          | 국도 제19호선과 중복                                            |
| 성남초등학교                                   |                                                                             | 횡성군                    | 횡성읍                                                          | 국도 제19호선과 중복                                            |
| 횡성묵계농공단지                               | 청용길                                                                      | 횡성군                    | 횡성읍                                                          |                                                                 |
| 횡성여자고등학교                               |                                                                             | 횡성군                    | 횡성읍                                                          |                                                                 |
| 입석 나들목                                    | 국도 제6호선 (경강로)                                                       | 횡성군                    | 횡성읍                                                          | 국도 제6호선과 중복 국도 제19호선과 중복                        |
| 횡성터널                                       |                                                                             | 횡성군                    | 횡성읍                                                          | 국도 제6호선과 중복 상행 연장 544m 하행 연장 540m               |
| 학곡 나들목 (횡성 나들목)                      | 한우로 55호선 중앙고속도로                                                  | 횡성군                    | 횡성읍                                                          | 국도 제6호선과 중복                                             |
| 신촌 나들목                                    | 국도 제6호선 (경강로)                                                       | 횡성군                    | 공근면                                                          | 국도 제6호선과 중복                                             |
| 신곡교 횡성농업기술센터 공근초등학교           |                                                                             | 횡성군                    | 공근면                                                          |                                                                 |
| 학담리 교차로                                  | 공근남로 학담시장길                                                         | 횡성군                    | 공근면                                                          |                                                                 |
| 동면입구 교차로                                | 지방도 제406호선 (금계로)                                                   | 횡성군                    | 공근면                                                          |                                                                 |
| 초당교 말구리고개 창봉교                       |                                                                             | 횡성군                    | 공근면                                                          |                                                                 |
| 시동입구 교차로                                | 지방도 제494호선 (시동로)                                                   | 횡성군                    | 공근면                                                          |                                                                 |
| 삼마치터널                                     |                                                                             | 횡성군                    | 공근면                                                          | 연장 780m (큰삼마치재 해발 460m)                                |
| 삼마치터널                                     |                                                                             | 홍천군                    | 홍천읍                                                          | 연장 780m (큰삼마치재 해발 460m)                                |
| 삼마치교 신촌1교 신촌2교 장전평1교 장전평2육교 |                                                                             | 홍천군                    | 홍천읍                                                          |                                                                 |
| 장전터널                                       |                                                                             | 홍천군                    | 홍천읍                                                          | 상행 연장 546m 하행 연장 414m                                   |
| 여산곡교 하오안교 하오안육교                   |                                                                             | 홍천군                    | 홍천읍                                                          |                                                                 |
| 홍천대교                                       |                                                                             | 홍천군                    | 홍천읍                                                          |                                                                 |
|                                                | 북방면                                                                      | 홍천군                    |                                                                 |                                                                 |
| 둔지 교차로                                    | 송학정로                                                                    | 홍천군                    |                                                                 |                                                                 |
| 화계 교차로                                    | 도둔길 하화계길                                                             | 홍천군                    |                                                                 |                                                                 |
| 화계삼거리                                     | 홍천로                                                                      | 홍천군                    |                                                                 |                                                                 |
| 북방삼거리                                     | 두개비산로                                                                  | 홍천군                    |                                                                 |                                                                 |
| 북방면 행정복지센터 북방버스정류소             |                                                                             | 홍천군                    |                                                                 |                                                                 |
| (이름 없음)                                    | 팔봉산로                                                                    | 홍천군                    |                                                                 |                                                                 |
| 부사원고개                                     |                                                                             | 춘천시                    | 동산면                                                          | 해발 340m                                                       |
| 동산직행버스정류소                             | 조양길                                                                      | 춘천시                    | 동산면                                                          |                                                                 |
| 조양삼거리                                     | 원무동길                                                                    | 춘천시                    | 동산면                                                          |                                                                 |
| 동산중학교                                     |                                                                             | 춘천시                    | 동산면                                                          |                                                                 |
| 조양 나들목 (조양IC 교차로)                    | 60호선 서울양양고속도로                                                     | 춘천시                    | 동산면                                                          |                                                                 |
| 조양삼거리                                     | 국가지원지방도 제86호선 (종자리로)                                          | 춘천시                    | 동산면                                                          |                                                                 |
| 국립춘천병원                                   |                                                                             | 춘천시                    | 동산면                                                          |                                                                 |
| 원창삼거리                                     | 새술막길                                                                    | 춘천시                    | 동산면                                                          |                                                                 |
| 한국폴리텍III대학 춘천캠퍼스                   |                                                                             | 춘천시                    | 동산면                                                          |                                                                 |
| 원창고개                                       |                                                                             | 춘천시                    | 동산면                                                          | 해발 320m                                                       |
| 원창고개                                       | 동내면                                                                      | 춘천시                    |                                                                 | 해발 320m                                                       |
| (이름 없음)                                    | 원창고개길                                                                  | 춘천시                    |                                                                 |                                                                 |
| 학곡사거리                                     | 국도 제46호선 (순환대로) 영서로                                             | 춘천시                    | 국도 제46호선과 중복                                            |                                                                 |
| 춘천 나들목                                    | 55호선 중앙고속도로                                                         | 춘천시                    | 국도 제46호선과 중복                                            |                                                                 |
| (이름 없음)                                    | 거두길                                                                      | 춘천시                    | 국도 제46호선과 중복                                            |                                                                 |
| 만천사거리                                     | 금촌로 한솔만천로                                                           | 춘천시                    | 국도 제46호선과 중복                                            | 동면                                                            |
| 강원특별자치도인재개발원                       |                                                                             | 춘천시                    | 국도 제46호선과 중복                                            | 동면                                                            |
| 만천 분기점                                    | 순환대로                                                                    | 춘천시                    | 국도 제46호선과 중복                                            | 동면                                                            |
| 동면 나들목                                    | 국도 제56호선 국가지원지방도 제56호선 (가락재로) 춘천로                     | 춘천시                    | 국도 제46, 56호선과 중복 국가지원지방도 제56호선과 중복         | 동면                                                            |
| 소양6교                                        |                                                                             | 춘천시                    | 국도 제46, 56호선과 중복 국가지원지방도 제56호선과 중복         | 동면                                                            |
| 천전 나들목                                    | 신샘밭로                                                                    | 춘천시                    | 국도 제46, 56호선과 중복 국가지원지방도 제56호선과 중복         | 신북읍                                                          |
| 신북 교차로                                    | 국도 제46호선 (춘양로)                                                      | 춘천시                    | 국도 제46, 56호선과 중복 국가지원지방도 제56호선과 중복         | 신북읍                                                          |
| 지내 교차로                                    | 지방도 제403호선 (지내고탄로)                                               | 춘천시                    | 국도 제56호선과 중복 국가지원지방도 제56호선과 중복             | 신북읍                                                          |
| 용산 교차로                                    | 영서로                                                                      | 춘천시                    | 국도 제56호선과 중복 국가지원지방도 제56호선과 중복             | 신북읍                                                          |
| (고탄입구)                                     | 지방도 제407호선 (춘화로)                                                   | 춘천시                    | 국도 제56호선과 중복 국가지원지방도 제56호선과 중복             | 신북읍                                                          |
| 춘성교                                         |                                                                             | 춘천시                    | 국도 제56호선과 중복 국가지원지방도 제56호선과 중복             | 신북읍                                                          |
|                                                | 서면                                                                        | 춘천시                    | 국도 제56호선과 중복 국가지원지방도 제56호선과 중복             |                                                                 |
| 춘천댐삼거리                                   | 국가지원지방도 제70호선 (서상로)                                            | 춘천시                    | 국도 제56호선과 중복 국가지원지방도 제56호선과 중복             |                                                                 |
| 갈월피암터널                                   |                                                                             | 춘천시                    | 국도 제56호선과 중복 국가지원지방도 제56호선과 중복 연장 약 80m |                                                                 |
| 오월1교                                        |                                                                             | 춘천시                    | 국도 제56호선과 중복 국가지원지방도 제56호선과 중복             |                                                                 |
| 납실피암터널                                   |                                                                             | 춘천시                    | 국도 제56호선과 중복 국가지원지방도 제56호선과 중복 연장 약 75m |                                                                 |
| (이름 없음)                                    | 화악지암길                                                                  | 춘천시                    | 국도 제56호선과 중복 국가지원지방도 제56호선과 중복             |                                                                 |
| 오월피암터널                                   |                                                                             | 춘천시                    | 사북면                                                          | 국도 제56호선과 중복 국가지원지방도 제56호선과 중복 연장 약 40m |
| (이름 없음)                                    | 말고개길                                                                    | 춘천시                    | 사북면                                                          | 국도 제56호선과 중복 국가지원지방도 제56호선과 중복             |
| 말고개터널                                     |                                                                             | 춘천시                    | 사북면                                                          | 국도 제56호선과 중복 국가지원지방도 제56호선과 중복 연장 637m   |
| 신포교 사북면사무소                            |                                                                             | 춘천시                    | 사북면                                                          | 국도 제56호선과 중복 국가지원지방도 제56호선과 중복             |
| 지촌삼거리                                     | 국도 제56호선 국가지원지방도 제56호선 (사내천로)                            | 춘천시                    | 사북면                                                          | 국도 제56호선과 중복 국가지원지방도 제56호선과 중복             |
| 오탄교                                         |                                                                             | 춘천시                    | 사북면                                                          |                                                                 |
|                                                | 화천군                                                                      | 하남면                    |                                                                 |                                                                 |
| 달거리고개                                     | 화천군                                                                      | 하남면                    |                                                                 |                                                                 |
| (달거리)                                       | 화천군                                                                      | 하남면                    | 계파로                                                          |                                                                 |
| 원천교 하남면사무소                            | 화천군                                                                      | 하남면                    |                                                                 |                                                                 |
| 묘원삼거리                                     | 화천군                                                                      | 하남면                    |                                                                 |                                                                 |
| 장거교                                         | 화천군                                                                      | 하남면                    |                                                                 |                                                                 |
| 논미삼거리                                     | 화천군                                                                      | 하남면                    | 논미로                                                          |                                                                 |
| 붕어섬삼거리                                   | 화천군                                                                      | 강변로                    | 화천읍                                                          |                                                                 |
| 화천터널                                       | 화천군                                                                      |                           | 화천읍                                                          | 연장 620m                                                       |
| 상리삼거리                                     | 화천군                                                                      | 상승로                    | 화천읍                                                          |                                                                 |
| 신대사거리                                     | 화천군                                                                      | 만산동로                  | 상서면                                                          |                                                                 |
| 유목교                                         | 화천군                                                                      |                           | 상서면                                                          |                                                                 |
| 장촌삼거리                                     | 화천군                                                                      | 장촌리길                  | 상서면                                                          |                                                                 |
| 파포삼거리                                     | 화천군                                                                      | 지방도 제461호선 (다파로) | 상서면                                                          | 지방도 제461호선과 중복                                         |
| 파포고개                                       | 화천군                                                                      |                           | 상서면                                                          | 지방도 제461호선과 중복                                         |
| 노동삼거리                                     | 화천군                                                                      | 지방도 제461호선 (노신로) | 상서면                                                          | 지방도 제461호선과 중복                                         |
| 멋둔삼거리                                     | 화천군                                                                      | 멋둔길                    | 상서면                                                          |                                                                 |
| 산양시외버스터미널 산양교                      | 화천군                                                                      |                           | 상서면                                                          |                                                                 |
| (이름 없음)                                    | 화천군                                                                      | 주파령로                  | 상서면                                                          |                                                                 |
| 산양초등학교                                   | 화천군                                                                      |                           | 상서면                                                          |                                                                 |
| 말고개                                         | 화천군                                                                      |                           | 상서면                                                          | 해발 690m                                                       |
| 말고개                                         |                                                                             | 철원군                    | 근남면                                                          | 해발 690m                                                       |
| 마현2교                                        |                                                                             | 철원군                    | 근남면                                                          |                                                                 |
| 용암삼거리                                     | 호국로                                                                      | 철원군                    | 근남면                                                          |                                                                 |
| 용암1교                                        |                                                                             | 철원군                    | 근남면                                                          |                                                                 |
| 용양삼거리                                     | 하오재로                                                                    | 철원군                    | 김화읍                                                          |                                                                 |
| 암정교                                         |                                                                             | 철원군                    | 김화읍                                                          | 민간인 출입통제 구간                                            |
| 읍내삼거리                                     | 국도 제43호선 (생창길)                                                      | 철원군                    | 김화읍                                                          |                                                                 |
| 읍내리                                         |                                                                             | 철원군                    | 김화읍                                                          | 민간인 출입통제 구간                                            |
| 금곡리                                         |                                                                             | 철원군                    | 근북면                                                          | 민간인 출입통제 구간                                            |
| 백덕리                                         |                                                                             | 철원군                    | 근북면                                                          | 민간인 출입통제 구간                                            |
| 조선민주주의인민공화국 구간                    |                                                                             |                           |                                                                 |                                                                 |

기존 구간 (2000년 이전 노선)
- 횡성군 입석 나들목 - 횡성시외버스터미널 - 횡성오거리 - (육교) - 횡성교 - 횡성 나들목 - 학곡 나들목

기존 구간 (2014년 이전 노선)
- 원주시 관설 교차로 - 관설사거리 - 판부면사무소 - 단구초교사거리 - 단구사거리 - 단구동주민센터 - 동일사거리 - 원주중학교 - 도말사거리 - 원주고등학교 - 치악삼거리 - 남부시장사거리 - 원주교오거리 - 원주교 - 경찰서삼거리(원주경찰서) - 학봉정삼거리 - 태학교 - 태학교사거리 - 강변교 - 강변교삼거리 - 태장삼거리 - 태장교삼거리 - 태장교 - 가현삼거리 - 원주 나들목(원주IC 교차로) - 장양초등학교 - 태장농공단지삼거리 - 장양사거리 - 장양리

기존 구간 (2014년 이전 노선)
- 춘천시 학곡사거리 - 춘천종점 - 태백교 남단 - 거두사거리 - 석사초등학교 - 춘천교육대학교 - 석사사거리 - 강대삼거리(강원대학교 춘천캠퍼스) - 법원삼거리(춘천지방법원, 춘천지방검찰청) - 춘천교육대학교부설초등학교 - 효자사거리 - 남부사거리 - 춘천문화예술회관 - 춘천우체국 - 봉의초등학교 - 운교사거리 - 중앙로터리(춘천시청) - 소양동주민센터 - 춘천농협 - 서부시장삼거리 - 번개시장사거리 - 호반사거리 - 소양2교 - 사우사거리 - 교육청사거리 - 강원특별자치도교육청 - 소양고등학교 - 육림랜드 - 춘천인형극장 - 인형극장사거리 - 신동초등학교 - 신동삼거리 - 102보충대 - 용산 교차로

## 도로명
경상남도
- 거제시 연초면 연초삼거리 ~ 장목면 구영리 : 거제북로
- 창원시 마산합포구 심리 교차로 ~ 현동 분기점 : 구산중앙로
- 창원시 마산합포구 현동 분기점 ~ 현동 교차로 : 남해안대로
- 창원시 마산합포구 현동 교차로 ~ 창녕군 성산면 대견 교차로 북단 : 경남대로

대구광역시
- 달성군 구지면 대견 교차로 북단 ~ 한정1교 : 경남대로
- 달성군 구지면 한정1교 ~ 달서구 유천네거리 : 비슬로
- 달서구 유천네거리 ~ 남구 성당네거리 : 월배로
- 남구 성당네거리 ~ 두류공원네거리 : 성당로
- 남구 두류공원네거리 ~ 서구 두류네거리 : 두류공원로
- 서구 두류네거리 ~ 북구 만평네거리 : 서대구로
- 북구 만평네거리 ~ 팔달교 : 팔달로
- 북구 팔달교 ~ 동호치안센터 : 칠곡중앙대로

경상북도
- 칠곡군 동명면 강북주유소 ~ 영주시 가흥동 가흥 교차로 : 경북대로
- 영주시 가흥동 가흥 교차로 ~ 풍기읍 죽령 : 죽령로

충청북도
- 단양군 대강면 죽령 ~ 단양 나들목 : 죽령로
- 단양군 대강면 단양 나들목 ~ 제천시 신명동 고명 교차로 : 단양로
- 제천시 신명동 고명 교차로 ~ 봉양읍 장평삼거리 : 북부로
- 제천시 봉양읍 장평삼거리 ~ 학산리 : 제원로

강원특별자치도
- 원주시 신림면 용암리 ~ 신림삼거리 : 제원로
- 원주시 신림면 신림삼거리 ~ 반곡관설동 관설 교차로 : 치악로
- 원주시 반곡관설동 관설 교차로 ~ 소초면 장양리 : 원주우회도로
- 원주시 소초면 장양리 ~ 횡성군 횡성읍 성남초등학교 : 북원로
- 횡성군 횡성읍 성남초등학교 ~ 입석 나들목 : 횡성로
- 횡성군 횡성읍 입석 나들목 ~ 공근면 신촌 나들목 : 경강로
- 횡성군 공근면 신촌 나들목 ~ 춘천시 동내면 학곡사거리 : 영서로
- 춘천시 동내면 학곡사거리 ~ 신북읍 용산 교차로 : 순환대로
- 춘천시 신북읍 용산 교차로 ~ 철원군 김화읍 읍내삼거리 : 영서로
- 철원군 김화읍 읍내삼거리 ~ 남방한계선 : 생창길

## 자동차 전용도로 구간
아래 구간은 국토교통부에서 지정한 자동차 전용도로 구간이므로 보행자, 자전거 등은 통행할 수 없다. 이륜자동차 (모터사이클 혹은 오토바이)는 긴급자동차 (싸이카 및 소방용 모터사이클 등)에 한해 통행이 가능하며, 그 밖의 이륜자동차와 경운기, 우마차, 트랙터, 손수레는 통행할 수 없다.
| 도로명                  | 시점                                             | 종점                                             | 총연장 (km) | 차로수 | 지정일           |
| ----------------------- | ------------------------------------------------ | ------------------------------------------------ | ----------- | ------ | ---------------- |
| 경북대로                | 경상북도 영주시 적서동(적서 교차로)              | 경상북도 영주시 문정동(문정 교차로)              | 1.81        | 4      | 2000년 5월 22일  |
| 경북대로                | 경상북도 영주시 문정동(문정 교차로)              | 경상북도 영주시 가흥동(가흥삼거리)               | 3.974       | 4      | 2000년 5월 31일  |
| 죽령로                  | 경상북도 영주시 가흥동(가흥 교차로)              | 경상북도 영주시 안정면 신전리(신전 교차로)       | 5.44        | 4      | 2005년 10월 31일 |
| 북부로                  | 충청북도 제천시 강제동(고명 교차로)              | 충청북도 제천시 신동(신동 교차로)                | 7.4         | 4      | 1998년 9월 24일  |
| 원주시 국도대체우회도로 | 강원특별자치도 원주시 관설동(관설 교차로)        | 강원특별자치도 원주시 봉산동(봉산터널)           | 7.4         | 4      | 2002년 8월 3일   |
| 원주시 국도대체우회도로 | 강원특별자치도 원주시 봉산동(봉산터널)           | 강원특별자치도 원주시 소초면 수암리              | 7.5         | 4      | 2001년 12월 27일 |
| 순환대로                | 강원특별자치도 춘천시 동면 만천리(만천사거리)    | 강원특별자치도 춘천시 신북읍 천전리(천전 나들목) | 6.7         | 4      | 2001년 11월 15일 |
| 순환대로                | 강원특별자치도 춘천시 신북읍 천전리(천전 나들목) | 강원특별자치도 춘천시 신북읍 발산리(신북 나들목) | 2.5         | 4      | 2006년 2월 17일  |
| 순환대로                | 강원특별자치도 춘천시 신북읍 발산리(신북 나들목) | 강원특별자치도 춘천시 신북읍 용산리(용산 나들목) | 7.6         | 4      | 2012년 1월 25일  |